# Liste der Biografien/Eli
Liste der Biografien |
Portal Biografien |
Personensuche
# |
A |
B |
C |
D |
E |
F |
G |
H |
I |
J |
K |
L |
M |
N |
O |
P |
Q |
R |
S |
T |
U |
V |
W |
X |
Y |
Z |
?
 
Ea |
Eb |
Ec |
Ed |
Ee |
Ef |
Eg |
Eh |
Ei |
Ej |
Ek |
El |
Em |
En |
Eo |
Ep |
Eq |
Er |
Es |
Et |
Eu |
Ev |
Ew |
Ex |
Ey |
Ez
 
Ela |
Elb |
Elc |
Eld |
Ele |
Elf |
Elg |
Elh |
Eli |
Elj |
Elk |
Ell |
Elm |
Eln |
Elo |
Elp |
Elr |
Els |
Elt |
Elu |
Elv |
Elw |
Ely |
Elz
Die Liste der Biografien führt alle Personen auf, die in der deutschsprachigen Wikipedia einen Artikel haben. Dieses ist eine Teilliste mit 493 Einträgen von Personen, deren Namen mit den Buchstaben „Eli“ beginnt.

## Eli
- Eli, alttestamentlicher Priester
- Eli (* 1998), deutscher Singer-Songwriter
- Eli ibn Chajim (* 1532), jüdischer Gelehrter, Großrabbiner
- Eli Rodríguez, Victoria (* 1945), kubanische Musikwissenschaftlerin und -pädagogin
- Eli, Beatrice (* 1987), schwedische Popsängerin
- Eli, Owadia (* 1945), israelischer Politiker

### Elia
- Elia di San Clemente (1901–1927), italienische Karmelitin und Selige
- Elia ha-Kohen († 1729), jüdischer Gelehrter
- Elía Vallejo, Juantxo (* 1979), spanischer Fußballspieler
- Elia, Antonio (1803–1849), italienischer Freiheitskämpfer während des Risorgimento
- Elia, Augusto (1829–1919), italienischer Militär und Politiker, Mitglied der Camera dei deputati
- Elia, Danilo (* 1973), italienischer Rechtsanwalt und Reiseschriftsteller
- Elia, Eljero (* 1987), niederländischer FußballspielerEljero Elia (* 1987)

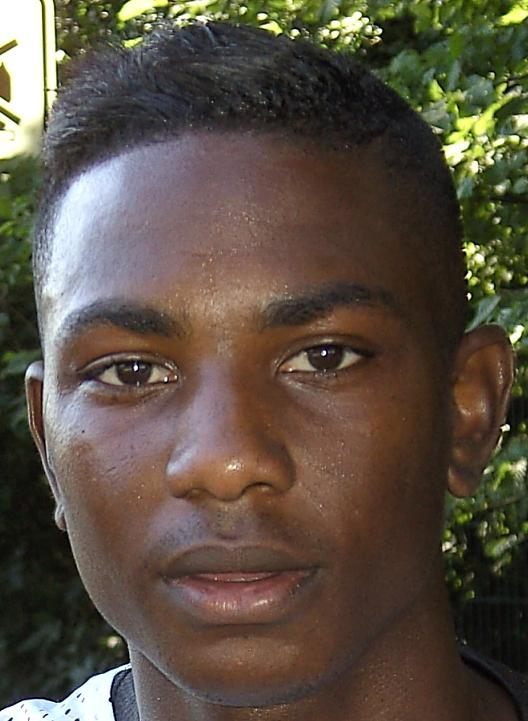
Eljero Elia (* 1987)

- Elia, Leopoldo (1925–2008), italienischer Jurist und Politiker, Mitglied der Camera dei deputati
- Elia, Marios (* 1979), zyprischer Fußballspieler
- Elia, Marios Joannou (* 1978), zyprischer Komponist
- Elia, Sílvio (1913–1998), brasilianischer Romanist, Lusitanist, Brasilianist und Linguist
- Eliacheff, Caroline (* 1947), französische Psychoanalytikerin und Autorin
- Eliaçık, Taylan (* 1984), türkischer Fußballspieler
- Eliade, Mircea (1907–1986), rumänischer Religionswissenschaftler, Philosoph und SchriftstellerMircea Eliade (1907–1986)

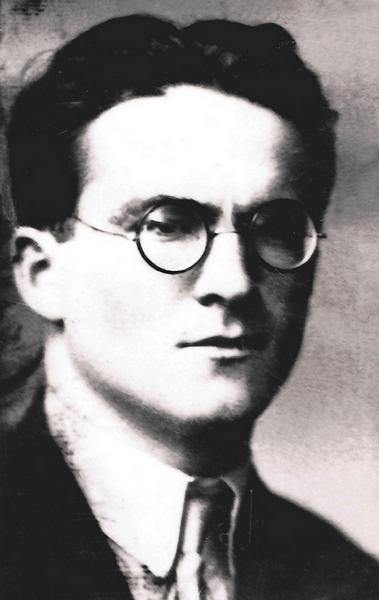
Mircea Eliade (1907–1986)

- Elian, Thomas (* 1989), österreichischer Politiker (ÖVP)
- Eliandro (* 1990), brasilianischer Fußballspieler
- Eliane (* 1990), Schweizer Popmusikerin
- Elias, frühbyzantinischer Mosaizist
- Elias, spätantiker Mosaizist
- Elias, spätantiker Philosoph
- Elias, Orthodoxer Patriarch von Jerusalem
- Elias (* 1987), US-amerikanischer Wrestler und Musiker
- Elias (* 1996), deutscher Rapper
- Elias Cairel, Trobador
- Elias Davidsson (1941–2022), isländischer Komponist und politischer Autor
- Élias de Saint-Yrieix († 1367), französischer Benediktinerabt, päpstlicher Jurist, Bischof und Kardinal
- Elias I., Graf von Périgord
- Elias I. († 1110), Graf von Maine
- Elias II. († 797), griechisch-orthodoxer Patriarch von Jerusalem
- Elias II. († 1151), Graf von Maine
- Elias III., orthodoxer Patriarch von Jerusalem (878–906)
- Elías Millares, Guillermo Teodoro (* 1953), peruanischer Geistlicher und römisch-katholischer Weihbischof in Lima
- Elías Montoya, Julio María (* 1945), spanischer römisch-katholischer Ordensgeistlicher und emeritierter Apostolischer Vikar von El Beni o Beni
- Elias of Dereham, englischer Geistlicher und Verwalter
- Elias VI. (Périgord), Graf von Périgord
- Elias VII. (Périgord), Graf von Périgord
- Elias von Cortona († 1253), Generalminister der FranziskanerElias von Cortona († 1253)

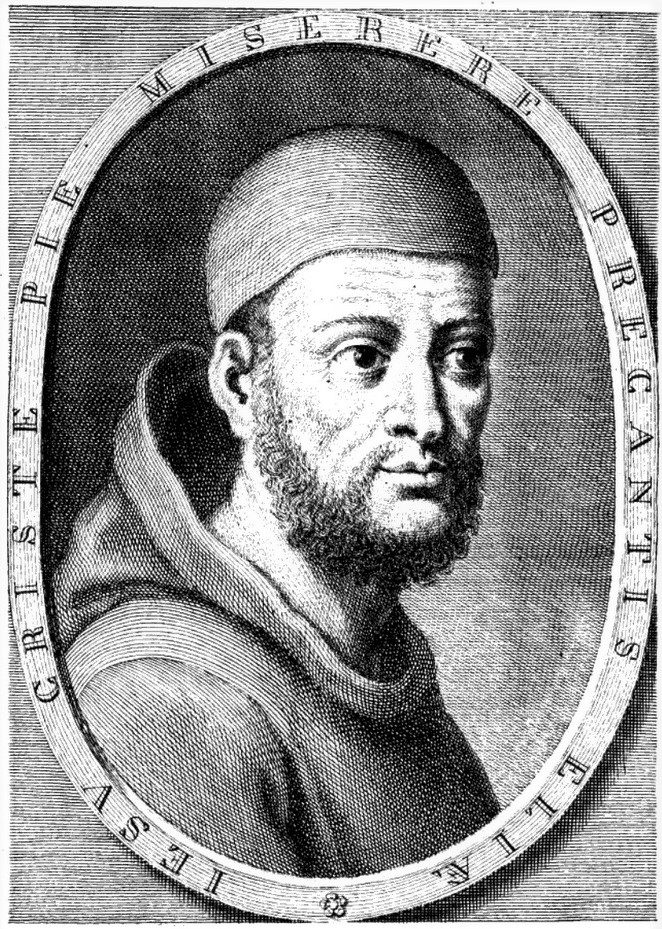
Elias von Cortona († 1253)

- Elias von Jerusalem († 518), orthodoxer Bischof und Patriarch von Jerusalem (494–513)
- Elias von Křenowitz († 1503), Bischof der Böhmischen Brüder
- Elias von Merw, nestorianischer Gelehrter und Geistlicher
- Elias von Nisibis (975–1046), Bischof der ostsyrischen Kirche des Ostens in Nisibis und Schriftsteller
- Elías, Alfonso de (1902–1984), mexikanischer Komponist
- Eliáš, Alois (1890–1942), tschechischer General und Politiker, Ministerpräsident des Protektorats Böhmen und Mähren
- Elias, Anouk (* 1997), deutsch-schweizerische Schauspielerin
- Elias, Arthur (* 1981), brasilianischer Fußballtrainer
- Elias, Ben (* 1983), US-amerikanischer Mathematiker
- Elias, Buddy (1925–2015), Schweizer Schauspieler und KomikerBuddy Elias (1925–2015)

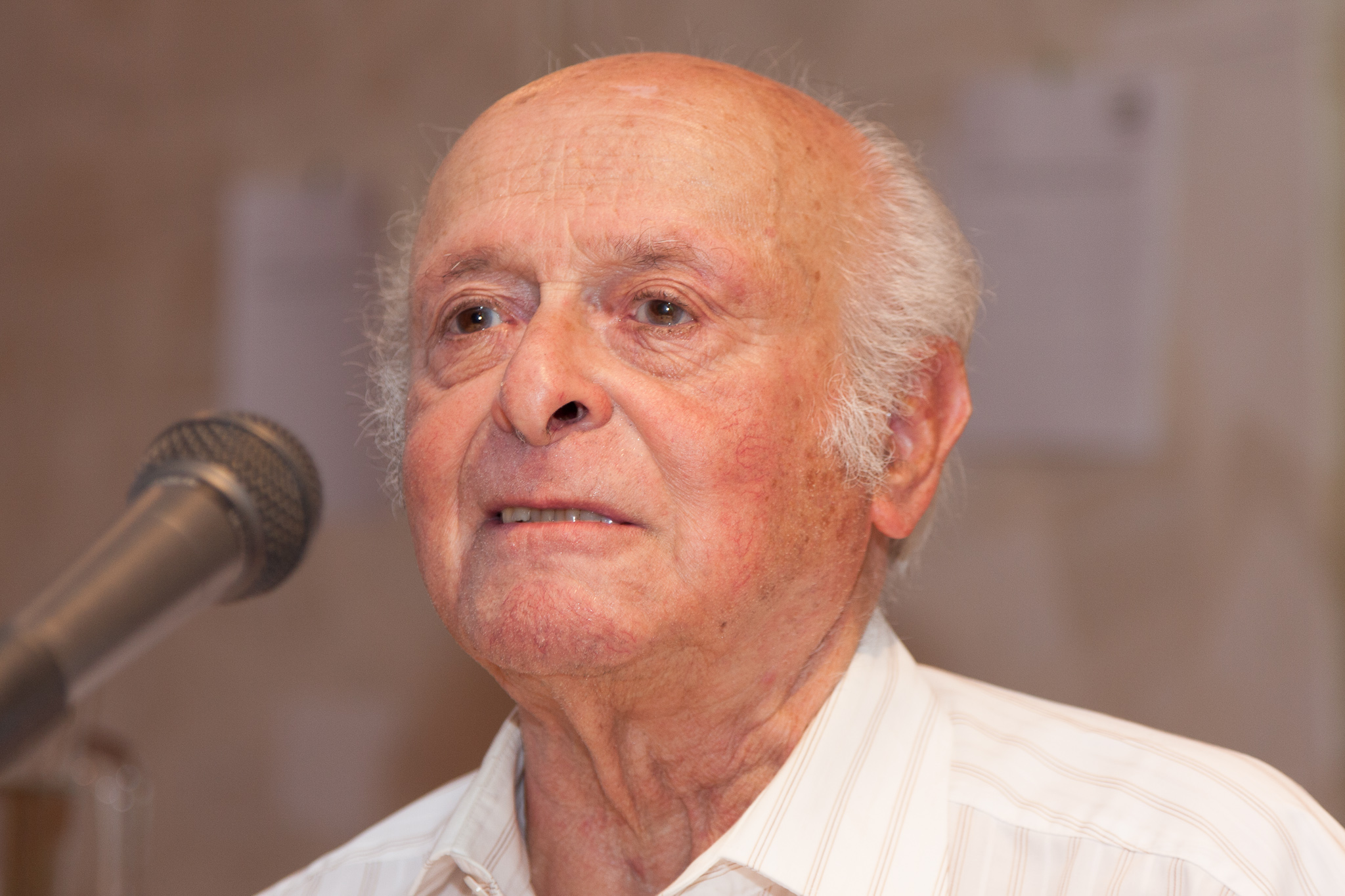
Buddy Elias (1925–2015)

- Elías, Carme (* 1951), spanische Schauspielerin
- Elias, Caroline (* 1965), deutsch-französische Journalistin, Filmproduzentin und Dolmetscherin
- Elías, Claudio (* 1974), uruguayischer Fußballspieler
- Elias, Cyrus (1930–2013), US-amerikanischer Schauspieler
- Elias, Darren (* 1986), US-amerikanischer Pokerspieler
- Elias, David (* 1956), Schweizer Jazzmusiker
- Elías, Diego (* 1996), peruanischer Squashspieler
- Elias, Dietrich (1929–2021), deutscher politischer Beamter und Staatssekretär
- Elias, Eliane (* 1960), brasilianische Jazz-Pianistin
- Elias, Elizabeth (* 1998), US-amerikanische Schauspielerin und Sängerin
- Elias, Florian (* 2002), deutscher Eishockeyspieler
- Elias, Gastão (* 1990), portugiesischer Tennisspieler
- Elias, Gerti (* 1933), österreichisch-schweizerische Schauspielerin und AutorinGerti Elias (* 1933)

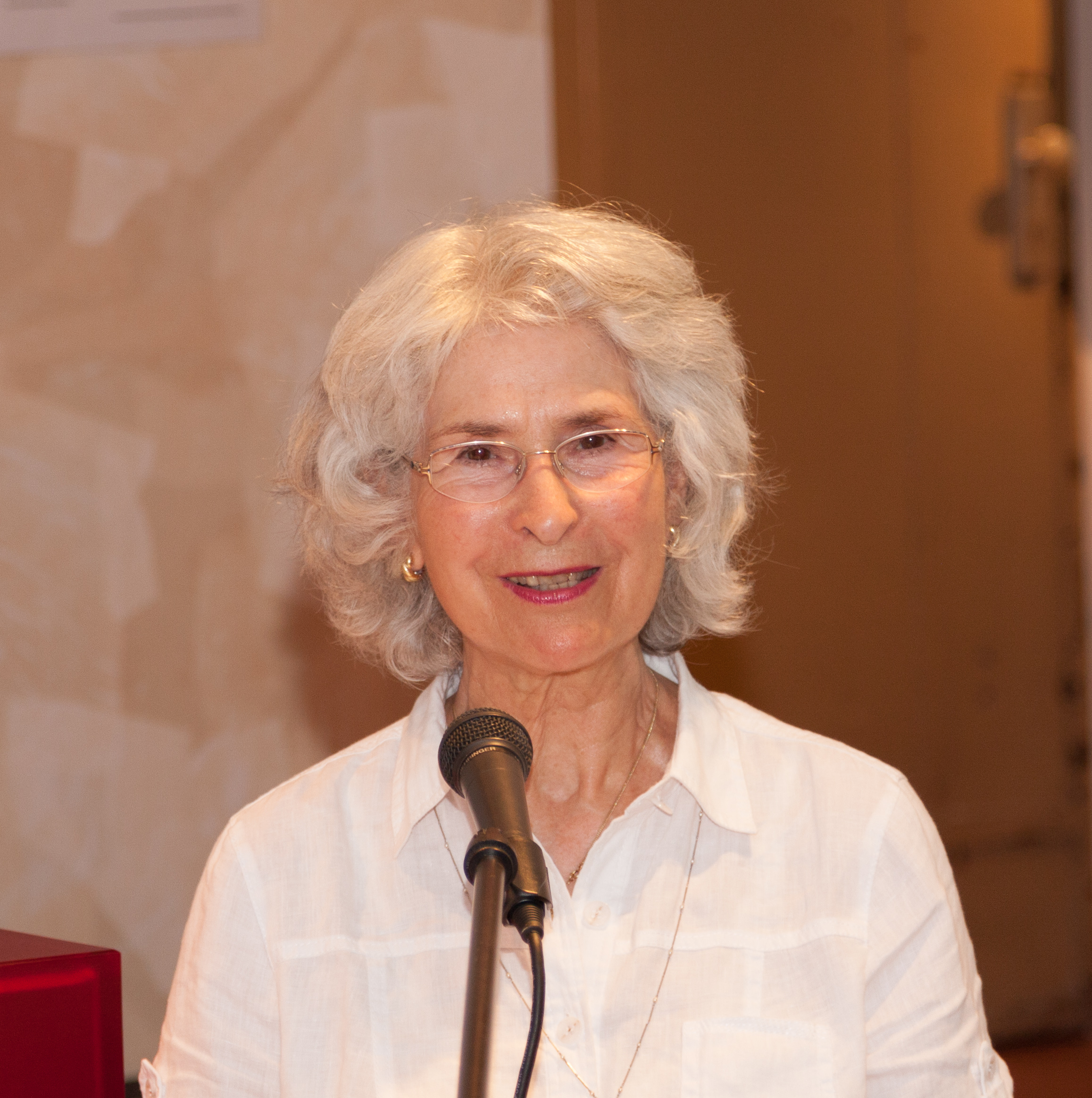
Gerti Elias (* 1933)

- Elias, Hal (1899–1993), amerikanischer Filmproduktionsleiter und Mitglied des „Board of Governors“ der AMPAS
- Elias, Hanin (* 1972), deutsche Musikerin und ehemalige Label-Inhaberin
- Elias, Hans (1907–1985), deutschamerikanischer Wissenschaftler und Künstler
- Elias, Hans-Georg (1928–2022), deutscher Chemiker
- Elias, Hendrik (1902–1973), flämischer Historiker, Jurist und Nationalist
- Elias, Herbert (1885–1975), österreichischer Internist und Pädiater
- Elias, Hermann (1876–1955), deutscher Meteorologe und Aeronaut
- Elias, Holger (* 1961), deutscher Journalist und Publizist
- Elias, Jean (* 1969), brasilianischer Fußballspieler
- Elias, Jonathan (* 1956), US-amerikanischer Filmkomponist
- Elías, José Miguel (* 1977), spanischer Radrennfahrer
- Elias, Julie (1866–1943), deutsche Modejournalistin und Kochbuchautorin
- Elias, Julius (1861–1927), deutscher Schriftsteller, Kunstsammler und Übersetzer
- Elias, Julius, 1. Viscount Southwood (1873–1946), britischer Zeitungsbesitzer und Politiker (Labour Party)
- Elias, Karim Sebastian (* 1971), deutscher Komponist
- Elias, Leander, deutscher Synchronsprecher und Hörspielsprecher
- Elias, Lee (1920–1998), britisch-amerikanischer Comiczeichner
- Elías, Manuel de (* 1939), mexikanischer Komponist
- Elias, Marion (* 1960), österreichische Malerin, Grafikerin und Philosophin
- Elias, Matthew (* 1979), britischer Hürdenläufer und Sprinter
- Elias, Maxim Konrad (1889–1982), US-amerikanischer Geologe, Paläontologe und Paläobotaniker
- Elias, Melissa (* 1982), kanadische Schauspielerin
- Elias, Ney (1844–1897), englischer Forschungsreisender, Geograf und Diplomat
- Elias, Norbert (1897–1990), deutsch-britischer Soziologe, Philosoph und SozialhistorikerNorbert Elias (1897–1990)

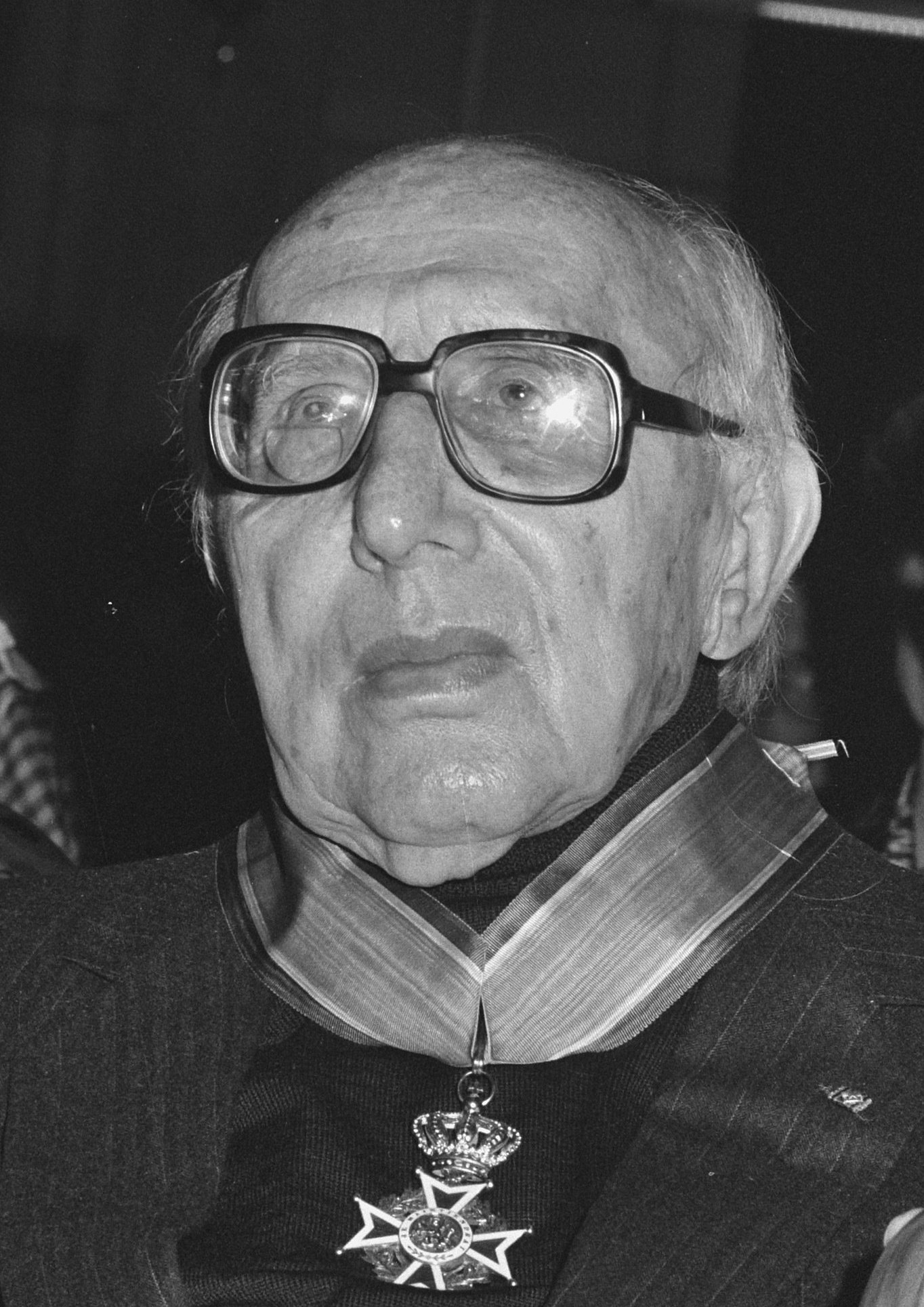
Norbert Elias (1897–1990)

- Elias, Oliver (* 1971), deutscher Schauspieler, Synchronsprecher und Regisseur
- Elias, Olufemi, nigerianischer Jurist
- Elias, Otto-Heinrich (1932–2020), deutscher Historiker und Herausgeber
- Elias, Patrick (1966–2023), Schweizer Film-, Theater- und Musical-Schauspieler, Sprecher, Synchronsprecher, Regisseur von Videospielen und Schauspieldozent
- Eliáš, Patrik (* 1976), tschechischer Eishockeyspieler
- Elias, Peder (* 1997), norwegischer Sänger und Songwriter
- Elias, Peter (1923–2001), US-amerikanischer Informationswissenschaftler
- Elías, Ricardo Leoncio (1874–1951), peruanischer Präsident für vier Tage 1931
- Elias, Rolf (* 1920), deutscher Funktionär (SED/SEW), DSF-Funktionär
- Elias, Rosalind (1930–2020), US-amerikanische Opernsängerin (Mezzosopran)
- Elias, Ruth (1922–2008), Überlebende der Shoah
- Elias, Samuel (1775–1816), englischer Boxer
- Elias, Sian (* 1949), neuseeländische Richterin, Chief Justice of New Zealand
- Elias, Taslim Olawale (1914–1991), nigerianischer Jurist, Präsident des Internationalen Gerichtshofs (1981–1985)
- Elías, Toni (* 1983), spanischer MotorradrennfahrerToni Elías (* 1983)

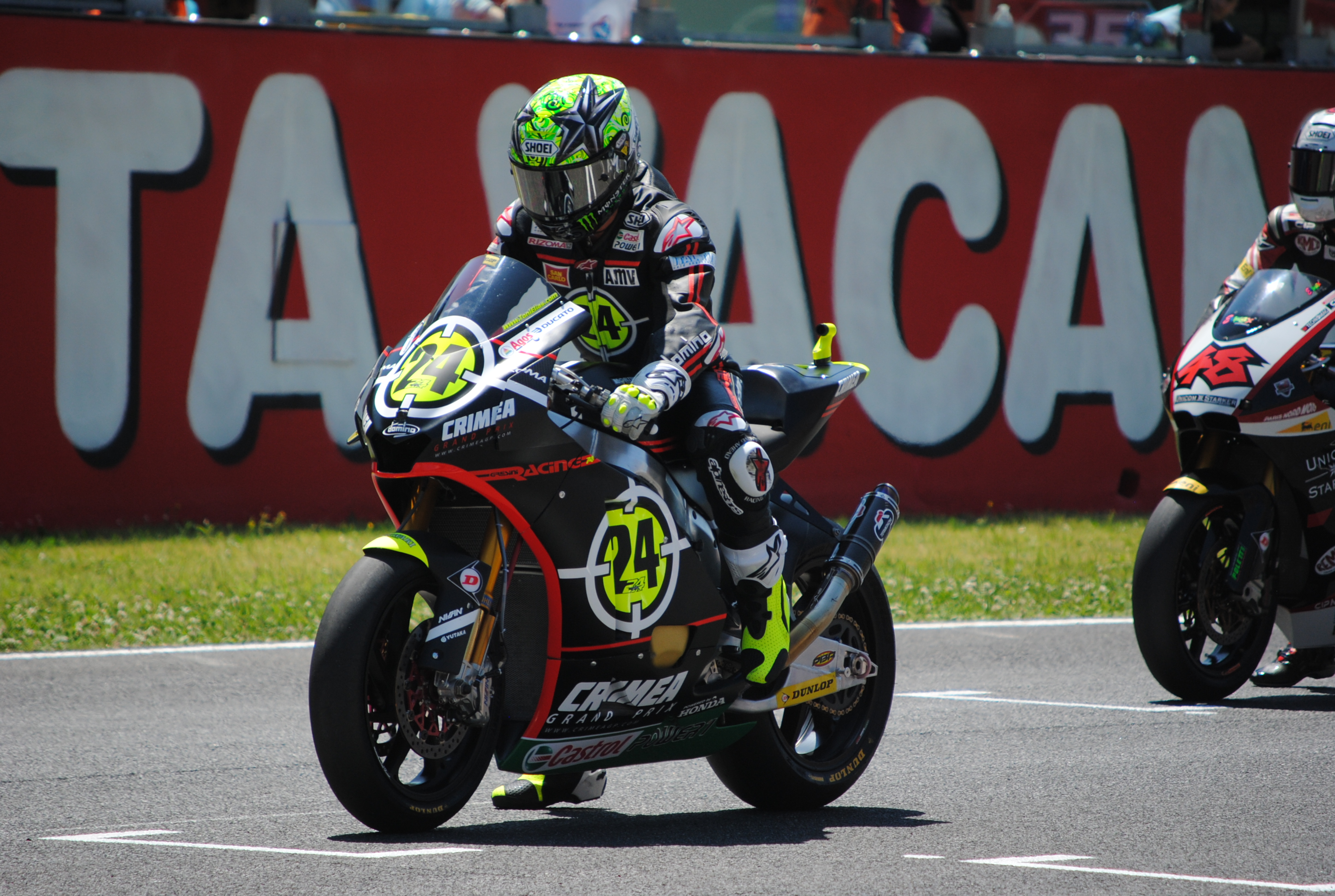
Toni Elías (* 1983)

- Elias, Uschi (1965–2012), deutsche Bildhauerin und Kettensägenkünstlerin
- Eliasberg, Alexander (1878–1924), russischer Übersetzer
- Eliasberg, George (1906–1972), deutscher Journalist
- Eliasberg, Karl Iljitsch (1907–1978), sowjetischer Dirigent
- Eliasberg, Mordechai (1817–1889), russischer Rabbiner
- Eliasberg, Paul (1907–1983), deutsch-französischer Graphiker
- Eliasberg, Wladimir (1887–1969), deutscher Psychiater
- Eliasch, Johan (* 1962), britischer Manager und UnternehmerJohan Eliasch (* 1962)

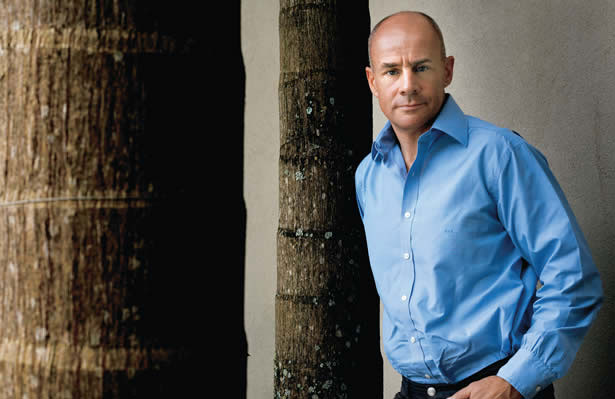
Johan Eliasch (* 1962)

- Eliasch, Marcel (* 1997), deutscher Kirchenmusiker
- Eliaschberg, Gerassim Matwejewitsch (1930–2021), sowjetischer bzw. russischer Theoretischer Physiker
- Eliaschberg, Jakow Matwejewitsch (* 1946), russischer Mathematiker
- Eliason, Edwin (* 1938), US-amerikanischer Bogenschütze
- Eliason, Lewis E. (1850–1919), US-amerikanischer Politiker
- Eliason, Valentin Scheyer, deutscher Rabbiner
- Eliassen, Grete (* 1986), norwegisch-US-amerikanische Freestyle-Skisportlerin und Skirennläuferin
- Eliassen, Petter (* 1985), norwegischer Skilangläufer
- Eliasson, Anders (1947–2013), schwedischer Komponist
- Eliasson, Dan (* 1961), schwedischer Rechtsanwalt und politischer Beamter
- Eliasson, Emma (* 1989), schwedische Eishockeyspielerin
- Eliasson, Håkan (* 1952), schwedischer Mathematiker
- Eliasson, Jan (* 1940), schwedischer Diplomat
- Elíasson, Jónas, isländischer Handballschiedsrichter
- Eliasson, Lena (* 1981), schwedische Orientierungsläuferin
- Eliasson, Magnus (* 1968), schwedischer Racketlon- und Eishockeyspieler
- Eliasson, Niclas (* 1995), schwedischer Fußballspieler
- Eliasson, Tommy (* 1980), schwedischer Freestyle-Skisportler
- Eliášův z Horšovského Týna, Jan, böhmischer Gelehrter und Theologe
- Eliatschek von Siebenburg, Wenzel (1779–1871), österreichischer General
- Eliav, Arje (1921–2010), israelischer Politiker
- Eliav, Mordechai (1920–2016), israelischer Historiker
- Eliav, Pinchas (1924–2014), israelischer Diplomat
- Eliava, Georgi (1892–1937), georgisch-sowjetischer Bakteriologe
- Eliawa, Schalwa (1883–1937), sowjetisch-georgischer KP-Funktionär
- Eliaz, Raphael (1905–1974), israelischer Schriftsteller, Poet, Herausgeber, Autor, Übersetzer und Liedtexter in den Genres Drama und Poesie

### Elib
- Elibol, Zeynep (* 1964), türkisch-österreichische Leiterin der berufsorientierten islamischen Fachschule für soziale Bildung in Wien

### Elic
- Elicarlos (* 1985), brasilianischer Fußballspieler
- Elick, Mickey (* 1974), kanadisch-österreichischer Eishockeyspieler
- Elicker, Michael (* 1969), deutscher Rechtswissenschaftler
- Elicki, Olaf (* 1962), deutscher Paläontologe

### Elie
- Élie de Beaumont, Léonce (1798–1874), französischer Geologe
- Elie zoé (* 1991), Schweizer Musikerin und Komponistin
- Elie, Isaac (1928–1999), sudanesischer Hürdenläufer
- Elie, Jennifer (* 1986), US-amerikanische Tennisspielerin
- Elie, Justin (1883–1931), haitianischer Komponist und Pianist
- Elie, Patrick (* 1950), haitianischer Biochemiker und Politiker
- Elie, Remi (* 1995), kanadischer Eishockeyspieler
- Élie, Robert (1915–1973), kanadischer Schriftsteller und Journalist
- Eliel, Ernest L. (1921–2008), US-amerikanischer Chemiker (Stereochemie, Organische Chemie)
- Eliel-Wallach, Ellen (1928–2019), Überlebende und Zeitzeugin der Shoah
- Elieli, Ido (* 2002), israelischer Schauspieler
- Élien, Évelyne (* 1964), französische Leichtathletin
- Elies i Gibert, Xavier (1941–2010), katalanischer Liedermacher und Sänger
- Elieser ben Hyrkanos, jüdischer Gelehrter
- Elieser ben Jakob der Ältere, jüdischer Gelehrter des Altertums
- Elieser ben Jakob der Jüngere, jüdischer Gelehrter des Altertums (Tannait)
- Elieser ben Joel HaLevi, rabbinischer Gelehrter
- Elieser ben Jose ha-Gelili, Tannaite
- Elieser ben Nathan aus Mainz, jüdischer Gelehrter
- Elieser ben Samuel, Rabbiner
- Eliez, Thierry (* 1964), französischer Musiker und Komponist
- Eli’ezer bar Šim’on, Richter in Mainz
- Eliezer, Marina (* 1992), brasilianische Badmintonspielerin

### Elif
- Elif (* 1992), deutsche Musikerin und SongschreiberinElif (* 1992)

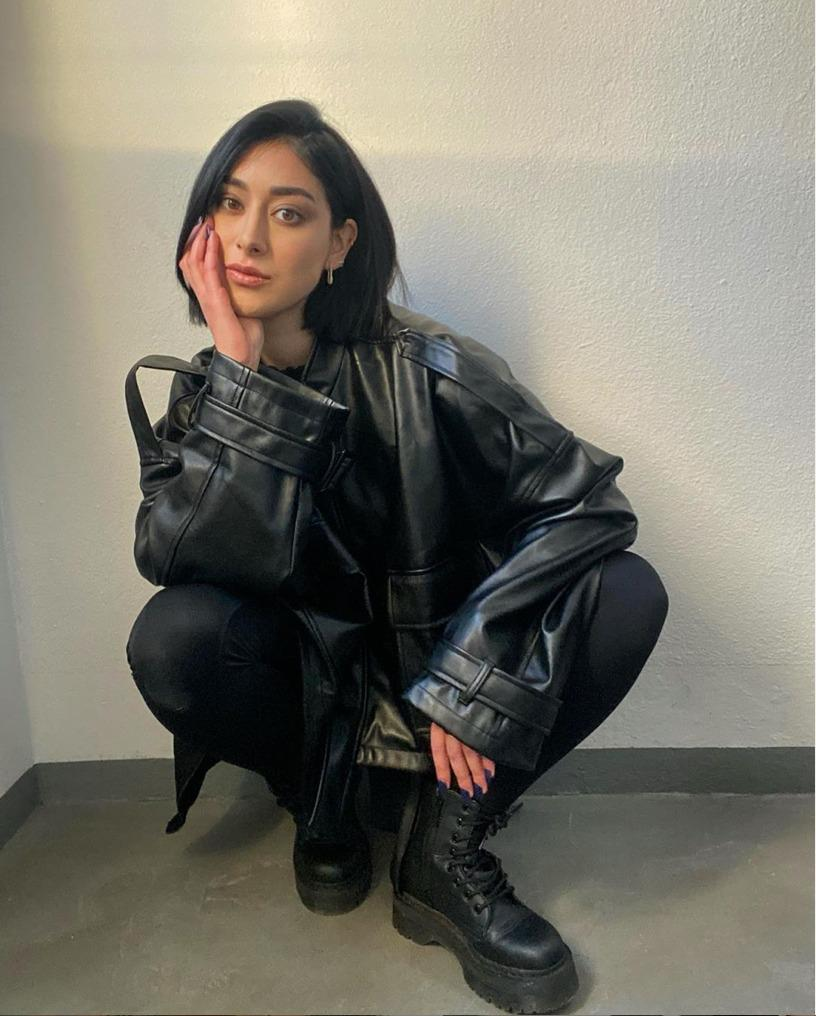
Elif (* 1992)

- Elifas, Filemon (1932–1975), namibischer Politiker
- Elifas, Immanuel Kauluma (1934–2019), namibischer König der Ondonga

### Elig
- Eligarf (* 1996), rumänische Sängerin und Songwriterin
- Eliges, Ivana (* 1983), argentinische Handballspielerin
- Eligius von Noyon, Heiliger
- Eligmann, Barbara (* 1963), deutsche Fernsehmoderatorin

### Elih
- Elihab, biblische Person, Vater Abirams
- Elihan Tore (1884–1976), russisch-chinesischer Präsident der Zweiten Ost-Turkestanischen Republik, Marschall, Schriftsteller

### Elij
- Elija, biblischer ProphetElija
- Elija, österreichischer Musiker

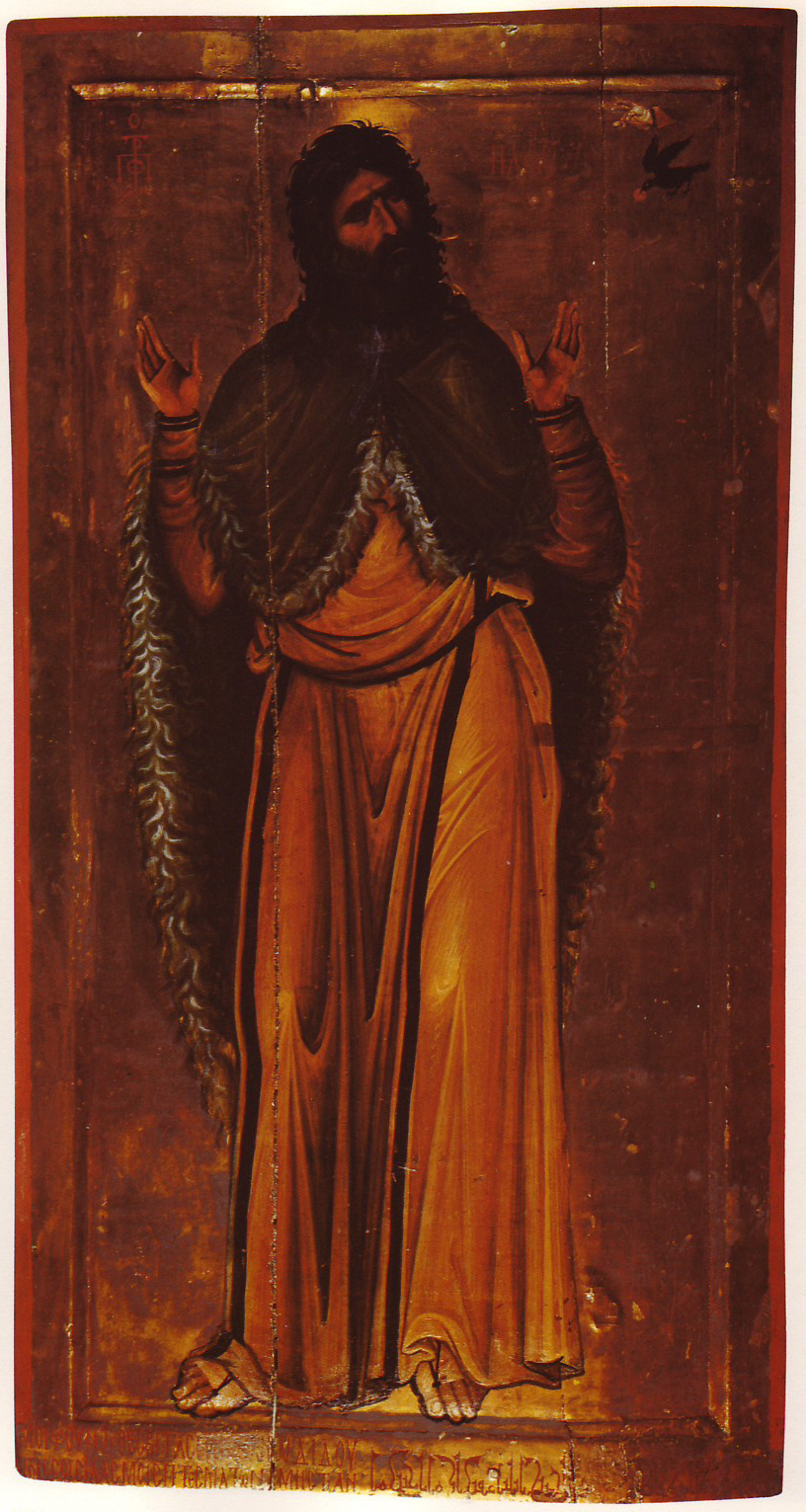
Elija

- Elija b. Loeb Fulda, jüdischer Gelehrter
- Elijah (* 1986), Schweizer Reggae-Sänger, Songwriter und Musikproduzent
- Elijahu, Mordechai (1929–2010), israelischer Großrabbiner
- Elijahu, Schmuel (* 1956), israelischer Großrabbiner
- Elijzen, Michiel (* 1982), niederländischer Radrennfahrer

### Elik
- Elik, Todd (* 1966), kanadischer Eishockeyspieler
- Elikana, Tingika (* 1961), Politiker in den Cookinseln
- Elikowska-Winkler, Maria (* 1951), sorbische Lehrerin und Journalistin

### Elil
- Eliland, Klostergründer und Abt

### Elim
- Elimä, Kurt (1939–2024), schwedischer Skispringer und Skisprungtrainer
- Elimä, Lennart (* 1954), schwedischer Skispringer
- Elimelech von Lyschansk (1717–1787), chassidischer Rabbiner und Zaddik und einer der Begründer des Chassidismus in Galizien
- Elimelech, Dror (* 1956), israelischer Komponist und Lyriker

### Elin
- Elín Briem (1856–1937), isländische Lehrerin und Autorin
- Elín Hirst (* 1960), isländische Politikerin (Unabhängigkeitspartei)
- Elín Jóna Þorsteinsdóttir (* 1996), isländische Handballspielerin
- Elín Klara Þorkelsdóttir (* 2004), isländische Handballspielerin
- Elín Metta Jensen (* 1995), isländische Fußballspielerin
- Elín Petersdóttir (* 1972), isländisch-finnische Schauspielerin
- Elín Rósa Magnúsdóttir (* 2002), isländische Handballspielerin
- Elinand von Tiberias, Fürst von Galiläa
- Elinborg (* 1996), färöische Sängerin/Songwriterin
- Eling, Udo (* 1962), deutscher Autor und Journalist
- Elingius, Erich (1879–1948), deutscher Architekt
- Elingius, Jürgen (1912–2006), deutscher Architekt

### Elio
- Elío, Francisco Javier de (1767–1822), Gouverneur von Montevideo und letzter Vizekönig von Rio de la Plata
- Elion, Gertrude Belle (1918–1999), US-amerikanische Biochemikerin, Pharmakologin und Nobelpreisträgerin für Medizin
- Elion, Jacob Samuel Cohen (1840–1893), niederländischer Grafiker, Maler und Medailleur
- Elior, Rachel (* 1949), israelische Philosophin und Hochschullehrerin
- Eliosischwili, Merab (1934–2012), georgischer Schriftsteller
- Eliošius, Tadas (* 1990), litauischer Fußballspieler
- Eliot, Charles (1859–1897), US-amerikanischer Landschaftsarchitekt
- Eliot, Charles (1862–1931), britischer Kolonialbeamter und Diplomat
- Eliot, Charles William (1834–1926), Präsident der Harvard University
- Eliot, George (1819–1880), englische SchriftstellerinGeorge Eliot (1819–1880)

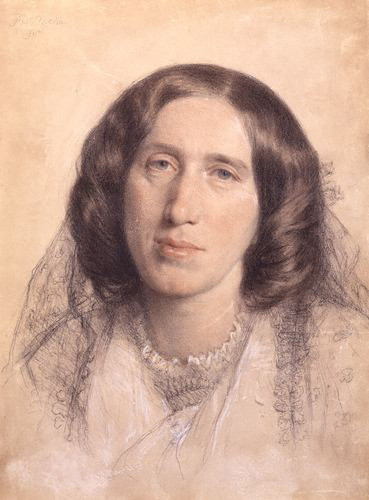
George Eliot (1819–1880)

- Eliot, John (1592–1632), englischer Politiker im Vorfeld des englischen Bürgerkriegs und ein Führer der damaligen Parlamentspartei
- Eliot, John († 1690), britischer puritanischer Prediger, Indianermissionar und Bibelübersetzer
- Eliot, Marc (* 1946), US-amerikanischer Biograf
- Eliot, Mitch (* 1998), US-amerikanisch-kanadischer Eishockeyspieler
- Eliot, Peregrine, 10. Earl of St. Germans (1941–2016), britischer Adeliger
- Eliot, Samuel (1739–1820), US-amerikanischer Bankier und Philanthrop
- Eliot, Samuel Atkins (1798–1862), US-amerikanischer Politiker
- Eliot, T. S. (1888–1965), Lyriker, Dramatiker und EssayistT. S. Eliot (1888–1965)

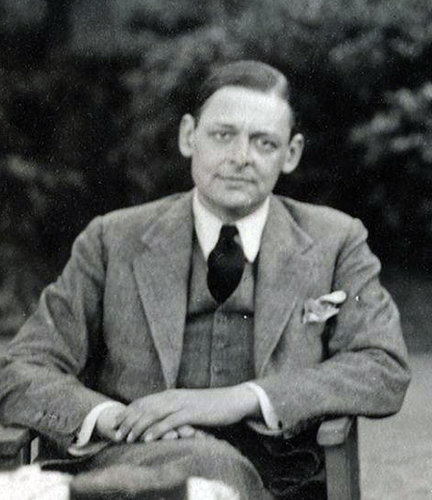
T. S. Eliot (1888–1965)

- Eliot, Thomas D. (1808–1870), US-amerikanischer Politiker
- Eliot, Thomas H. (1907–1991), US-amerikanischer Politiker
- Eliott, George, 1. Baron Heathfield (1717–1790), britischer Offizier

### Elip
- Eliphius von Rampillon, christlicher Diakon und Märtyrer

### Elir
- Eliraqui, Hussein (* 1996), deutscher Schauspieler
- Eliraqui, Mohammad (* 1998), deutscher Schauspieler

### Elis
- Elis, Alberth (* 1996), honduranischer Fußballspieler
- Elis, Angela (* 1966), deutsche Fernsehmoderatorin
- Elis, Islwyn Ffowc (1924–2004), walisischer Schriftsteller
- Elis, Karlpeter (* 1945), österreichischer Pädagoge und Kunsthistoriker
- Elis-Thomas, Dafydd, Baron Elis-Thomas (1946–2025), britischer Politiker, Mitglied des House of Commons
- Elisa (* 1977), italienische Sängerin und Songwriterin
- Elisa (* 1999), portugiesische Sängerin
- Elísa Elíasdóttir (* 2004), isländische Handballspielerin
- Elísa Viðarsdóttir (* 1991), isländische Fußballspielerin
- Elisabet, Mutter Johannes des TäufersElisabet

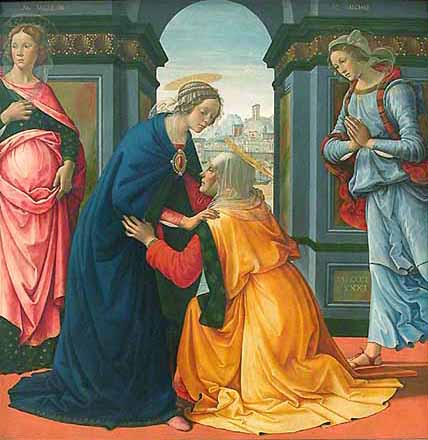
Elisabet

- Elísabet Gunnarsdóttir (* 1976), isländische Fußballspielerin
- Elísabet Ronaldsdóttir (* 1965), isländische Filmeditorin
- Elísabet Rúnarsdóttir (* 2002), isländische Hammerwerferin
- Elisabeth, polnische Prinzessin
- Elisabeth († 1364), Herzog von Masowien
- Elisabeth († 1293), durch Heirat Gräfin von Sayn
- Elisabeth (1276–1306), durch Heirat Herzogin von Braunschweig-Wolfenbüttel, Herrin von Eppstein
- Elisabeth (1282–1316), englische Königstochter, Gräfin von Holland und Countess of Hereford
- Elisabeth (1292–1330), Königin von Böhmen
- Elisabeth (1365–1417), Gräfin von Vianden und der vorderen Grafschaft Sponheim
- Elisabeth (1634–1688), Äbtissin im Stift Herford
- Elisabeth (1709–1762), russische ZarinElisabeth (1709–1762)

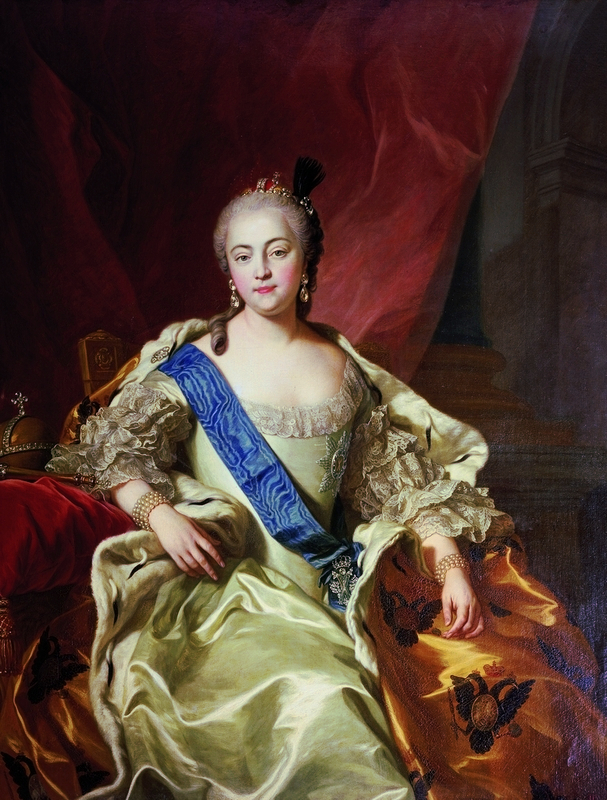
Elisabeth (1709–1762)

- Elisabeth Albertine von Anhalt-Bernburg (1693–1774), Fürstin von Schwarzburg-Sondershausen
- Elisabeth Albertine von Anhalt-Dessau (1665–1706), Prinzessin von Anhalt-Dessau, Äbtissin von Herford und Herzogin von Sachsen-Weißenfels-Barby
- Elisabeth Albertine von Sachsen-Hildburghausen (1713–1761), Herzogin zu Mecklenburg in Mecklenburg-Strelitz
- Elisabeth Amalie von Hessen-Darmstadt (1635–1709), Prinzessin von Hessen-Darmstadt, durch Heirat zunächst Herzogin von Pfalz-Neuburg, Jülich und Berg sowie später auch Kurfürstin von der Pfalz
- Elisabeth Amalie von Österreich (1878–1960), Erzherzogin von Österreich
- Elisabeth Anna von Preußen (1857–1895), zweitälteste Tochter von Prinz Friedrich Karl von Preußen und seiner Frau Maria Anna von Anhalt-Dessau
- Elisabeth Augusta von Baden-Baden (1726–1789), badische Prinzessin
- Elisabeth Auguste Sofie von der Pfalz (1693–1728), Pfälzer Kurprinzessin
- Elisabeth Auguste von Pfalz-Sulzbach (1721–1794), durch Heirat Kurfürstin von der Pfalz und von Bayern
- Elisabeth Bernhardine von Tübingen (1624–1666), Freifrau von Lichteneck
- Elisabeth Catharina Felicitas von Hessen-Rotenburg (1677–1739), durch Heirat Fürstin von Nassau-Hadamar
- Élisabeth Charlotte d’Orléans (1676–1744), durch Heirat Herzogin von Lothringen und Fürstin von Commercy
- Elisabeth Charlotte von Anhalt-Harzgerode (1647–1723), Fürstin von Anhalt-Harzgerode, durch Heirat Fürstin von Anhalt-Köthen
- Elisabeth Charlotte von der Pfalz (1597–1660), Herzogin in Preußen und Kurfürstin von Brandenburg; Mutter des Großen Kurfürsten
- Elisabeth Christine Ulrike von Braunschweig-Wolfenbüttel (1746–1840), Prinzessin von Braunschweig-Wolfenbüttel, durch Heirat Kronprinzessin von Preußen
- Elisabeth Christine von Braunschweig-Wolfenbüttel (1691–1750), deutsche Adlige, Gemahlin Kaiser Karls VI.
- Elisabeth Christine von Braunschweig-Wolfenbüttel-Bevern (1715–1797), Ehefrau Friedrichs II. von Preußen und Königin von Preußen
- Élisabeth de Bourbon (1614–1664), französische Herzogin aus dem Haus Bourbon-Vendôme
- Elisabeth Dorothea von Hessen-Darmstadt (1676–1721), Landgräfin von Hessen-Homburg
- Elisabeth Dorothea von Sachsen-Gotha (1640–1709), Landgräfin und Regentin von Hessen-Darmstadt
- Elisabeth Eleonore von Braunschweig-Wolfenbüttel (1658–1729), Herzogin von Sachsen-Meiningen
- Elisabeth Franziska Maria von Österreich (1831–1903), Erzherzogin von Österreich
- Elisabeth Friederike Sophie von Brandenburg-Bayreuth (1732–1780), Prinzessin von Brandenburg-Bayreuth und Herzogin von Württemberg
- Elisabeth Gabriele in Bayern (1876–1965), Königin der Belgier
- Elisabeth Henriette von Hessen-Kassel (1661–1683), Erbprinzessin von Brandenburg
- Elisabeth Henriette von Österreich (1883–1958), habsburgische Erzherzogin
- Elisabeth I. (1533–1603), englische Königin aus der Tudor-Dynastie
- Elisabeth II. (1926–2022), britische KöniginElisabeth II. (1926–2022)

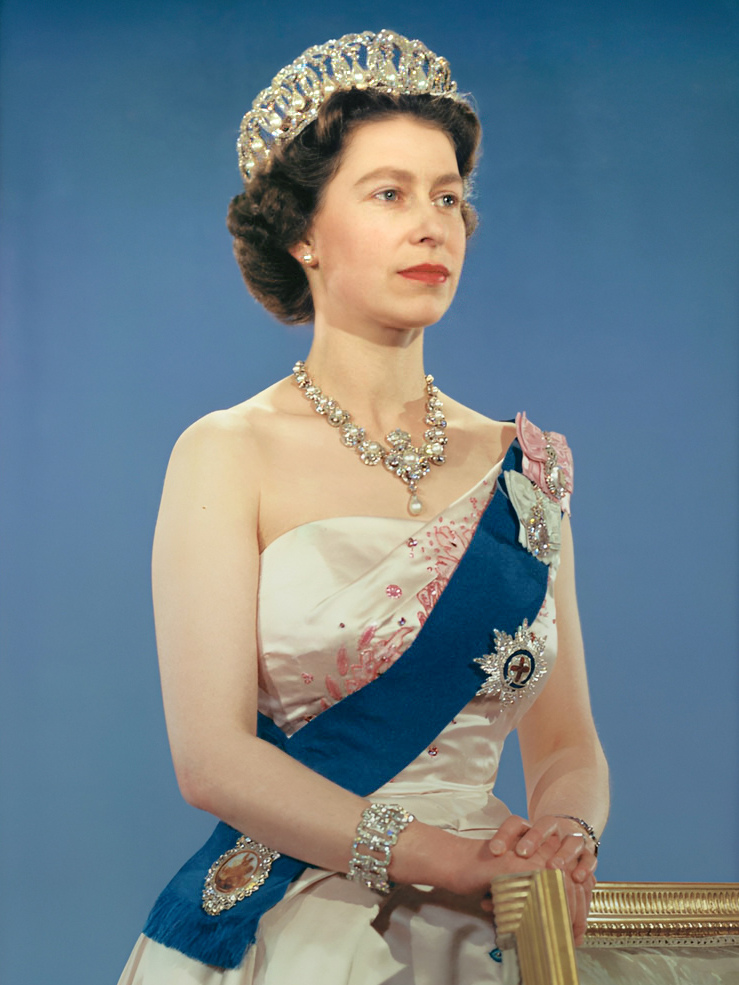
Elisabeth II. (1926–2022)

- Elisabeth Johanna von Pfalz-Veldenz (1653–1718), Wild- und Rheingräfin zu Salm-Kyrburg
- Elisabeth Le Riche, französische Adlige
- Elisabeth Louise Juliane von Pfalz-Zweibrücken (1613–1667), Fürstäbtissin des Stifts Herford
- Elisabeth Ludovika von Bayern (1801–1873), Königin von PreußenElisabeth Ludovika von Bayern (1801–1873)

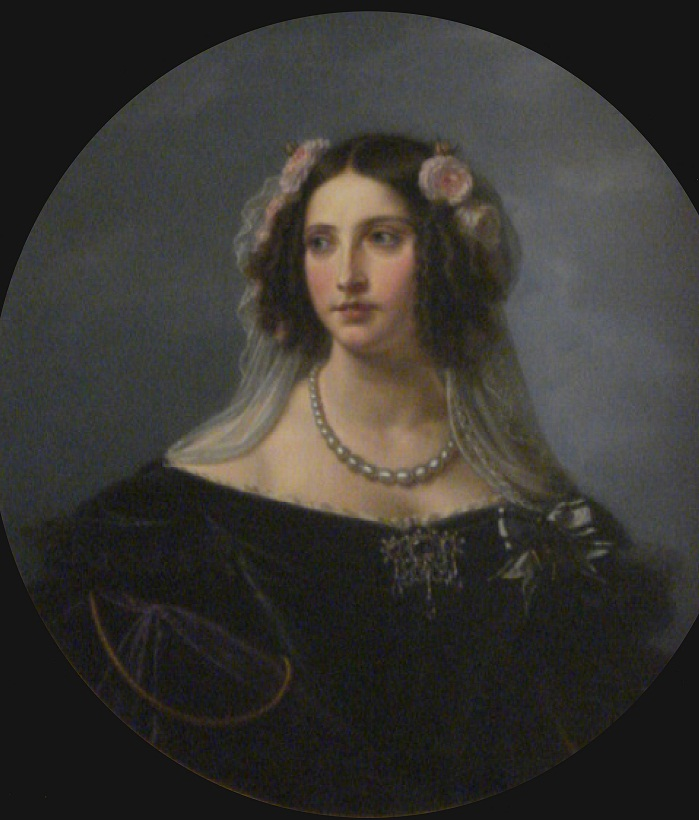
Elisabeth Ludovika von Bayern (1801–1873)

- Elisabeth Luisa von Portugal (1669–1690), portugiesische Infantin, Prinzessin von Beira
- Elisabeth Lukretia (1599–1653), Herzogin von Teschen
- Elisabeth Magdalene von Brandenburg (1537–1595), Markgräfin von Brandenburg und durch Heirat Herzogin von Braunschweig-Lüneburg sowie Fürstin von Lüneburg
- Elisabeth Marie von Bayern (1874–1957), deutsche Adlige, Prinzessin von Bayern (bis 1918)
- Elisabeth Marie von Münsterberg-Oels (1625–1686), Herzogin von Münsterberg von Oels
- Élisabeth Philippe Marie Hélène de Bourbon (1764–1794), französische Prinzessin
- Elisabeth Renata von Lothringen (1574–1635), Prinzessin von Lothringen, durch Heirat Herzogin von Bayern
- Elisabeth Richza von Polen (1286–1335), Königin von Böhmen
- Elisabeth Sophia von Sachsen-Altenburg (1619–1680), Herzogin von Sachsen-Gotha und Altenburg
- Elisabeth Sophie Marie von Schleswig-Holstein-Norburg (1683–1767), Herzogin von Braunschweig und Lüneburg, Fürstin von Braunschweig-Wolfenbüttel, Büchersammlerin und Autorin
- Elisabeth Sophie von Brandenburg (1589–1629), Fürstin Radziwiłł; Herzogin von Sachsen-Lauenburg
- Elisabeth Sophie von Brandenburg (1674–1748), Herzogin von Kurland; Markgräfin von Brandenburg-Bayreuth; Herzogin von Sachsen-Meiningen
- Elisabeth Therese von Lothringen (1711–1741), Königin von Sardinien
- Elisabeth Ursula von Braunschweig-Lüneburg (1539–1586), Gräfin von Schaumburg
- Elisabeth von Anhalt (1545–1574), Äbtissin von Gernrode und Frose, Gräfin von Barby-Mühlingen
- Elisabeth von Anhalt (1563–1607), Kurfürstin von Brandenburg
- Elisabeth von Anhalt (1857–1933), Prinzessin von Anhalt und durch Heirat letzte Großherzogin von Mecklenburg-Strelitz
- Elisabeth von Aragón († 1330), durch Heirat Königin des Heiligen Römischen Reichs und Herzogin von Österreich und Steiermark
- Elisabeth von Baden-Durlach (1620–1692), deutsche Spruchdichterin
- Elisabeth von Battenberg, durch Heirat Herrin von Lißberg
- Elisabeth von Bayern († 1273), durch Heirat deutsche Königin und Königin von Sizilien und Jerusalem
- Elisabeth von Bayern (1329–1402), Herrin von Verona und Gräfin von Württemberg
- Elisabeth von Bayern (1361–1382), älteste Tochter Herzog Friedrichs von Bayern und Ehefrau Marco Viscontis
- Elisabeth von Bayern (1383–1442), Prinzessin von Bayern-Landshut, durch Heirat Kurfürstin von Brandenburg
- Elisabeth von Bayern (1443–1484), Kurfürstin von Sachsen
- Elisabeth von Bayern (1478–1504), Pfalzgräfin bei Rhein
- Elisabeth von Belgien (* 2001), belgische Adlige, Thronerbin ihres Vaters PhilippElisabeth von Belgien (* 2001)

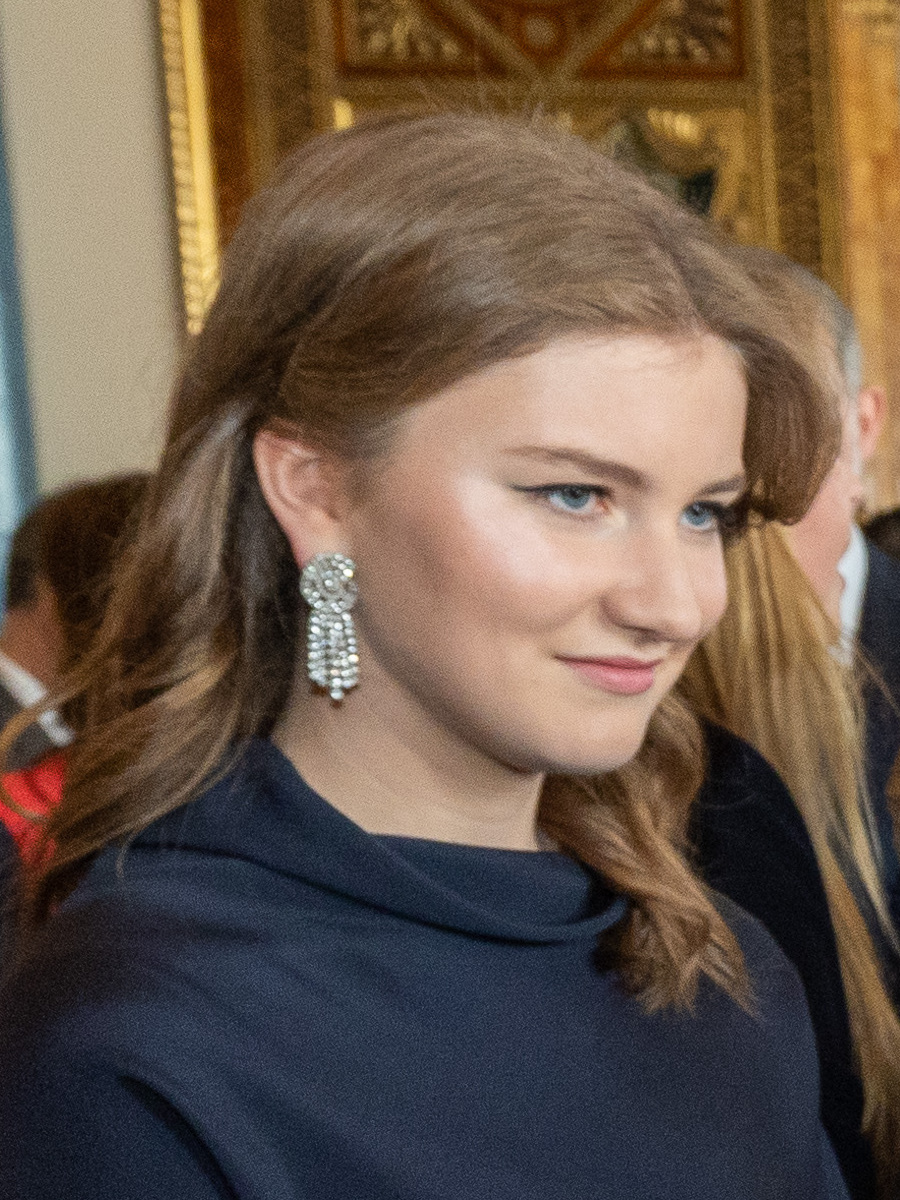
Elisabeth von Belgien (* 2001)

- Elisabeth von Bergh-s’Heerenberg (1581–1614), Fürstäbtissin von Essen
- Elisabeth von Bosnien (1340–1387), Königin von Ungarn und Polen, sowie Regentin von UngarnElisabeth von Bosnien (1340–1387)

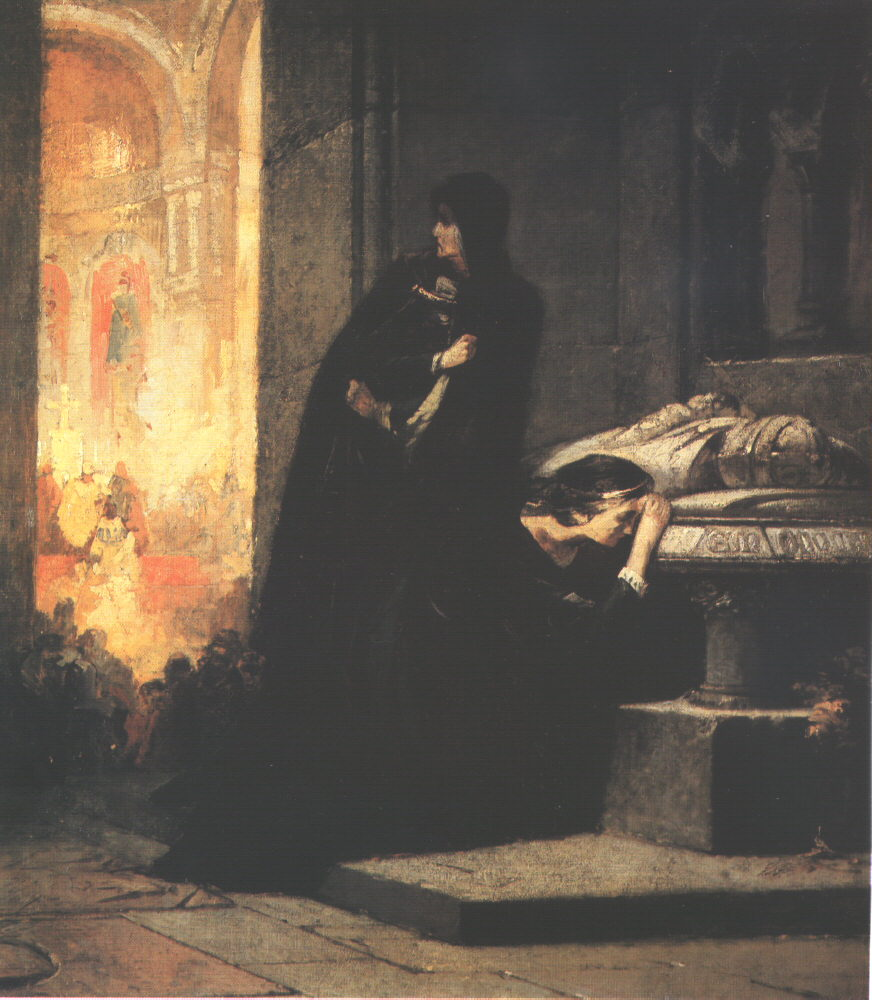
Elisabeth von Bosnien (1340–1387)

- Elisabeth von Brandenburg († 1231), Landgräfin von Thüringen
- Elisabeth von Brandenburg (1403–1449), Herzogin von Liegnitz und Brieg; Herzogin von Teschen
- Elisabeth von Brandenburg (1425–1465), Herzogin von Pommern
- Elisabeth von Brandenburg (1451–1524), Prinzessin von Brandenburg, durch Heirat Herzogin von Württemberg
- Elisabeth von Brandenburg (1474–1507), Gräfin von Henneberg
- Elisabeth von Brandenburg (1510–1558), Reformationsfürstin
- Elisabeth von Brandenburg-Ansbach-Kulmbach (1494–1518), Prinzessin von Brandenburg-Ansbach und durch Heirat Markgräfin von Baden
- Elisabeth von Brandenburg-Küstrin (1540–1578), Prinzessin von Brandenburg-Küstrin, durch Heirat Markgräfin von Brandenburg-Ansbach und Brandenburg-Kulmbach
- Elisabeth von Braunschweig († 1266), deutsche Königin (1252–1256)
- Elisabeth von Braunschweig-Calenberg (1526–1566), Gräfin von Henneberg
- Elisabeth von Braunschweig-Lüneburg (1494–1572), Herzogin von Geldern
- Elisabeth von Braunschweig-Wolfenbüttel (1567–1618), Gräfin von Holstein-Schauenburg, Herzogin von Braunschweig-Harburg
- Elisabeth von Braunschweig-Wolfenbüttel (1593–1650), Prinzessin von Braunschweig-Wolfenbüttel, durch Heirat Herzogin von Sachsen-Altenburg
- Elisabeth von Bregenz (* 1152), Erbin von Montfort und Bregenz sowie Pfalzgräfin von Tübingen
- Elisabeth von Burgund († 1483), durch Heirat Herzogin von Kleve
- Elisabeth von Cumania (* 1240), Königin von Ungarn
- Elisabeth von Dänemark (1573–1626), Herzogin von Braunschweig-Lüneburg, Fürstin von Braunschweig-Wolfenbüttel und von Calenberg
- Elisabeth von Dänemark und Norwegen (1524–1586), dänische Prinzessin, durch Heirat nacheinander Herzogin von Mecklenburg-Schwerin und Mecklenburg-Güstrow
- Elisabeth von Dänemark, Norwegen und Schweden (1485–1555), Kurfürstin von Brandenburg
- Elisabeth von der Dreifaltigkeit (1880–1906), Karmelitin und Mystikerin, Heilige
- Elisabeth von der Pfalz (1381–1408), Gattin des österreichischen Herzogs Friedrich IV.
- Elisabeth von der Pfalz (1483–1522), Landgräfin von Hessen-Marburg, Markgräfin von Baden
- Elisabeth von der Pfalz (1540–1594), Herzogin von Sachsen
- Elisabeth von der Pfalz (1618–1680), älteste Tochter des Kurfürsten Friedrich V., Äbtissin von HerfordElisabeth von der Pfalz (1618–1680)

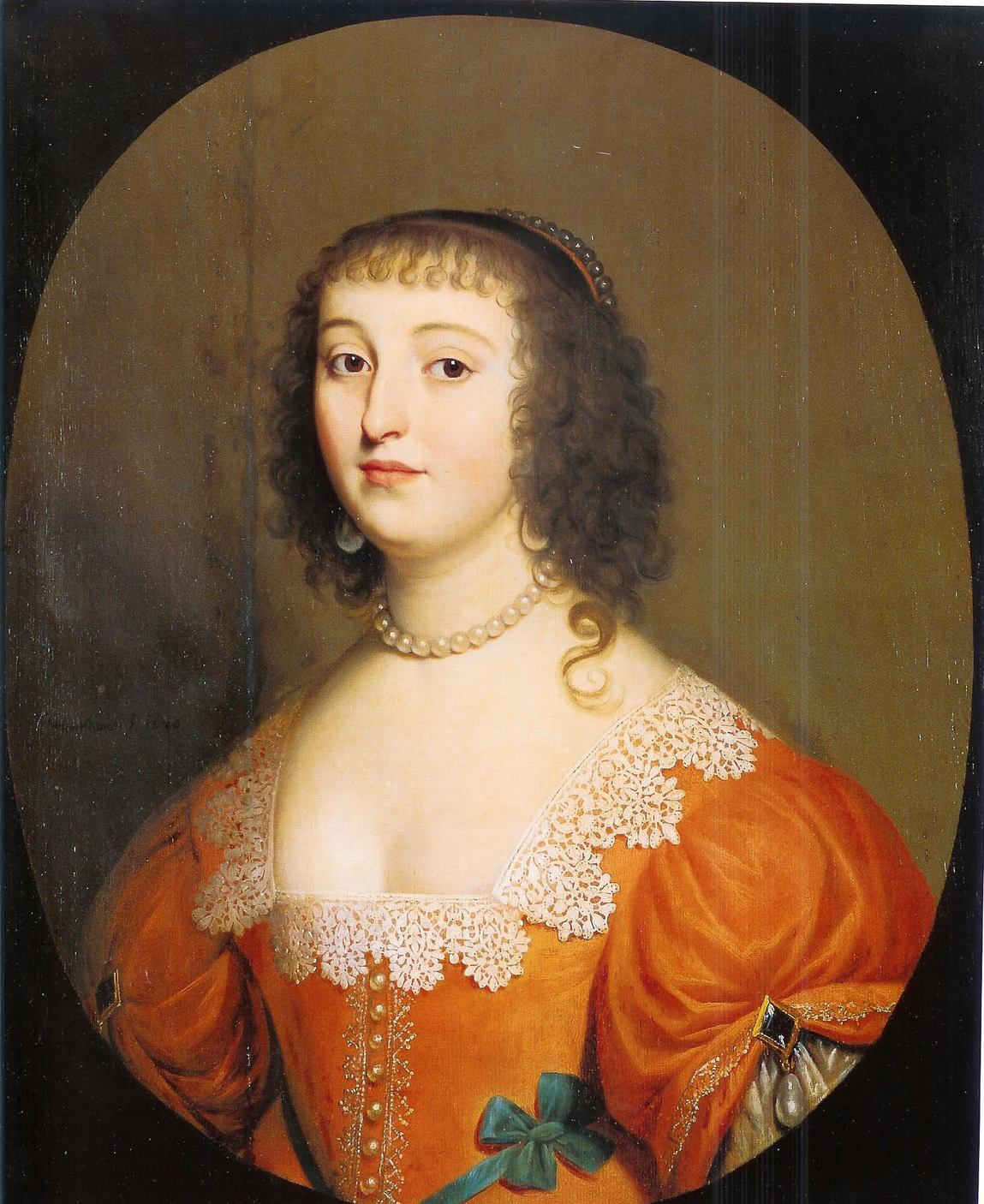
Elisabeth von der Pfalz (1618–1680)

- Elisabeth von Ehrenberg, deutsche Prämonstratenserin
- Elisabeth von Görlitz (1390–1451), Herzogin von Luxemburg, Brabant und Limburg
- Elisabeth von Görz und Tirol († 1313), durch Heirat Herzogin von Österreich und römisch-deutsche Königin
- Elisabeth von Großbritannien, Irland und Hannover (1770–1840), Mitglied aus dem Hause Hannover und durch Heirat Landgräfin von Hessen-Homburg
- Elisabeth von Großpolen († 1209), polnische Prinzessin
- Elisabeth von Habsburg († 1352), Herzogin von Lothringen
- Elisabeth von Habsburg († 1505), österreichische Prinzessin, als Ehefrau Kasimirs IV. Königin von Polen und Großfürstin von LitauenElisabeth von Habsburg († 1505)
- Elisabeth von Hanau, Adelige

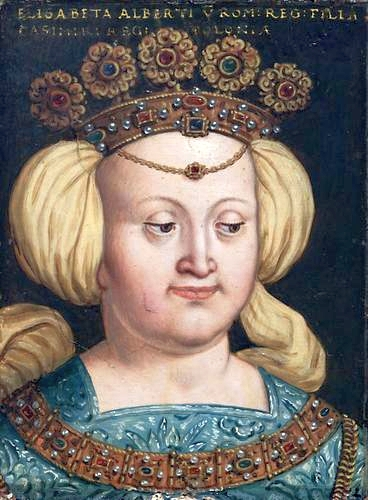
Elisabeth von Habsburg († 1505)

- Elisabeth von Hanau (1416–1446), deutsche Adelige
- Elisabeth von Henneberg-Schleusingen (1319–1389), durch Heirat Gräfin von Württemberg
- Elisabeth von Hessen, Herzogin von Sachsen-Wittenberg
- Elisabeth von Hessen († 1489), durch Heirat Gräfin von Nassau-Weilburg
- Elisabeth von Hessen († 1523), deutsche paragierte Gräfin von Nassau-Dillenburg
- Elisabeth von Hessen (1502–1557), Prinzessin von Hessen, Erbprinzessin von Sachsen, Herrin in Rochlitz
- Elisabeth von Hessen (1539–1582), Kurfürstin von der Pfalz
- Elisabeth von Hessen-Darmstadt (1895–1903), deutsche Adelige
- Elisabeth von Hessen-Kassel (1596–1625), Herzogin zu Mecklenburg-Güstrow
- Elisabeth von Hessen-Kassel (1861–1955), deutsche Adlige, Prinzessin von Hessen-Kassel und durch Ehe Erbprinzessin von Anhalt
- Elisabeth von Hohenzollern-Nürnberg (1358–1411), deutsche Königin und Kurfürstin von der Pfalz
- Elisabeth von Holstein-Rendsburg, Herzogin von Sachsen-Lauenburg, dänische Mitkönigin
- Elisabeth von Holstein-Schaumburg († 1545), Äbtissin im Stift Nottuln
- Elisabeth von Jugoslawien (* 1936), serbische Adelige, Prinzessin von Jugoslawien, serbische Präsidentschaftskandidatin
- Elisabeth von Kalisch († 1304), polnische Prinzessin und schlesische Herzogin
- Elisabeth von Kärnten (1298–1352), Königin Siziliens (1298–1352)
- Elisabeth von Kiew (* 1025), Prinzessin der Kiewer Rus
- Elisabeth von Kleve († 1361), Stifterin des Klosters Clarenberg
- Elisabeth von Kleve, zweite Ehefrau Herzog Stephans III. von Bayern-Ingolstadt
- Elisabeth von Leiningen, Gräfin von Nassau und Gräfin von Leiningen
- Elisabeth von Lobdeburg-Arnshaugk (1286–1359), Ehefrau von Friedrich I. (Meißen)
- Elisabeth von Lothringen († 1456), Wegbereiterin des Prosaromans

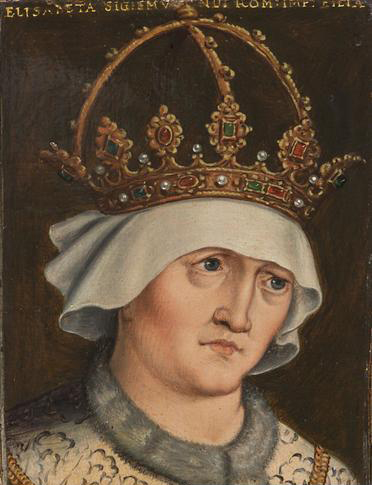
Elisabeth von Luxemburg (1409–1442)

- Elisabeth von Luxemburg (1409–1442), Tochter des Kaisers Sigismund und seiner Frau Barbara von CilliElisabeth von Luxemburg (1409–1442)
- Elisabeth von Luxemburg (1922–2011), luxemburgische Adelige, Prinzessin von Luxemburg, von Nassau und von Bourbon-Parma
- Elisabeth von Luxemburg-Böhmen (1358–1373), Tochter Kaiser Karl IV. und Herzogin von Österreich
- Elisabeth von Matzingen († 1340), Fürstäbtissin des Fraumünsterklosters in Zürich
- Elisabeth von Meißen (1329–1375), wettinische Prinzessin, Burggräfin von Nürnberg
- Elisabeth von Montfort-Bregenz, Erbin der halben Herrschaft Bregenz und der Herrschaft Hohenegg
- Elisabeth von Namur († 1382), Kurfürstin der Pfalz, 1. Ehefrau von Kurfürst Ruprecht I.
- Elisabeth von Nassau-Hadamar († 1412), Äbtissin zu Essen
- Elisabeth von Niederbayern († 1330), Gattin Herzog Ottos des Fröhlichen
- Elisabeth von Oettingen († 1406), Hofdame am kurpfälzischen Hof
- Elisabeth von Oppeln (1360–1374), erste Frau des Markgrafen Jobst von Mähren
- Elisabeth von Oranien-Nassau (1577–1642), Herzogin von Bouillon und Regentin des Fürstentums Sedan
- Elisabeth von Orlamünde († 1327), Markgräfin von Meißen
- Elisabeth von Österreich (1526–1545), Königin von Polen
- Elisabeth von Österreich (1554–1592), österreichische Prinzessin, Königin von Frankreich
- Elisabeth von Österreich-Ungarn (1837–1898), Kaiserin von Österreich und Königin von UngarnElisabeth von Österreich (1837–1898)

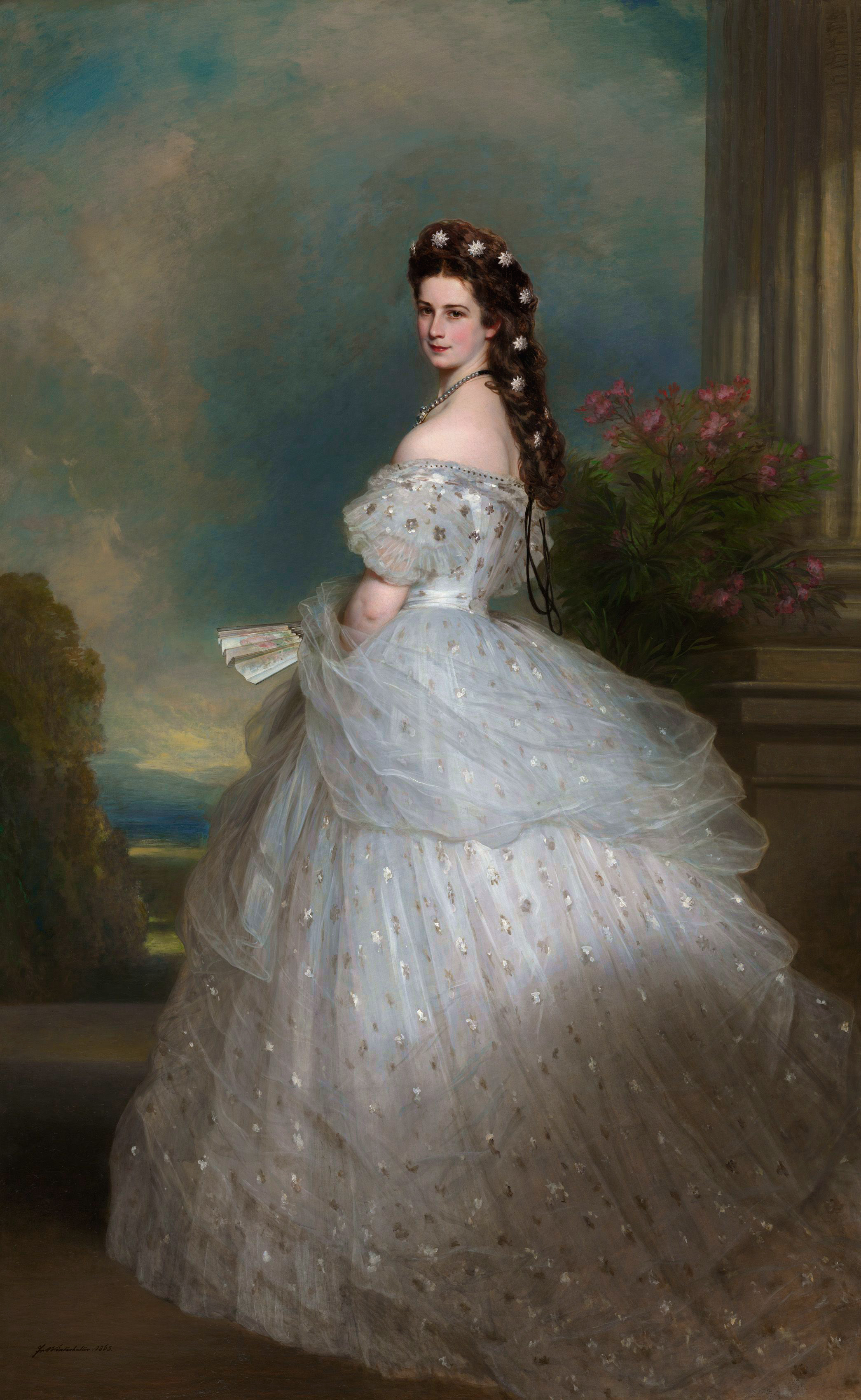
Elisabeth von Österreich (1837–1898)

- Elisabeth von Pfalz-Simmern (1520–1564), Gräfin von Erbach
- Elisabeth von Pfalz-Zweibrücken (1469–1500), Gräfin von Nassau-Saarbrücken
- Elisabeth von Pilitza (1372–1420), Königin von Polen und Großfürstin von Litauen
- Elisabeth von Polen (1305–1380), polnische Adlige, Königin von Ungarn, Kroatien und Dalmatien sowie Regentin von Polen
- Elisabeth von Polen († 1361), Herzogin von Pommern
- Elisabeth von Pommern († 1393), böhmische Königin und Ehefrau Kaiser Karls IV.
- Elisabeth von Portugal (1271–1336), Prinzessin von Aragonien und Königin von Portugal
- Elisabeth von Preußen (1815–1885), Frau von Karl von Hessen-Darmstadt
- Elisabeth von Rapperswil († 1309), Schweizer Gräfin
- Elisabeth von Rieneck, Gräfin von Rieneck und Ehefrau des Herren von Hanau
- Elisabeth von Rietberg († 1512), Gräfin von Ostfriesland
- Elisabeth von Rumänien (1894–1956), rumänische PrinzessinElisabeth von Rumänien (1894–1956)

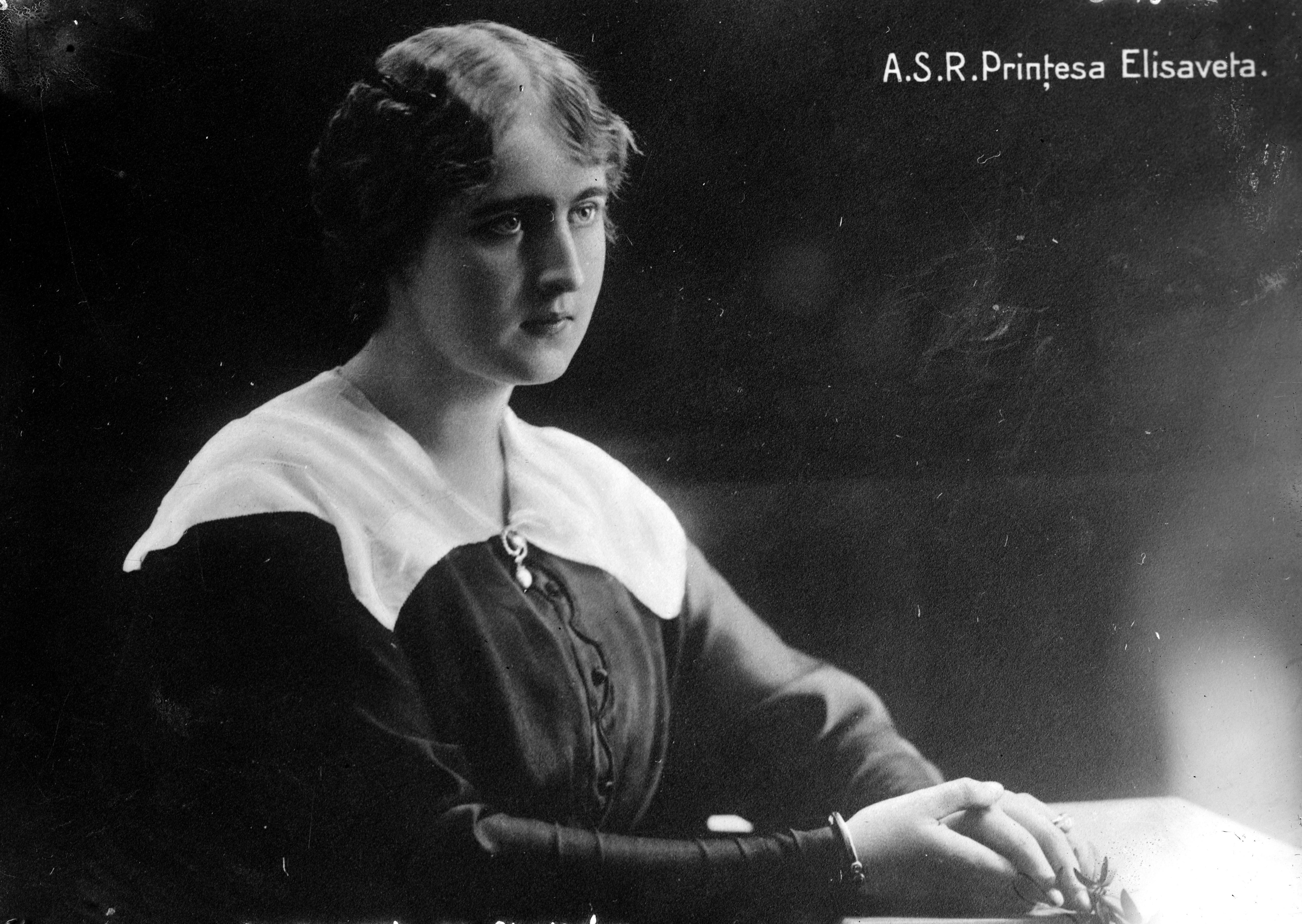
Elisabeth von Rumänien (1894–1956)

- Elisabeth von Sachsen (1552–1590), Pfalzgräfin von Simmern
- Elisabeth von Sachsen (1830–1912), Prinzessin von Savoyen-Carignan und später Herzogin von Genua
- Elisabeth von Sachsen-Altenburg (1826–1896), Großherzogin von Oldenburg
- Elisabeth von Sachsen-Altenburg (1865–1927), Prinzessin von Sachsen-Altenburg, durch Heirat Großfürstin von Russland
- Elisabeth von Sachsen-Meiningen (1681–1766), Prinzessin von Sachsen-Meiningen und Äbtissin von Gandersheim (1713–1766)
- Elisabeth von Sachsen-Weimar-Eisenach (1854–1908), Prinzessin von Sachsen-Weimar-Eisenach, Herzogin zu Sachsen und Herzogin zu Mecklenburg
- Elisabeth von Sayn († 1588), Äbtissin von Essen und Nottuln
- Elisabeth von Schleswig-Holstein-Sonderburg (1580–1653), Herzogin von Pommern
- Elisabeth von Schönau (1129–1164), deutsche Benediktinerin, Heilige
- Elisabeth von Schwarzburg Rudolstadt (1833–1896), deutsche Prinzessin, durch Heirat Fürstin zur Lippe
- Elisabeth von Schweden (1549–1597), schwedische Prinzessin sowie durch Heirat Herzogin von Mecklenburg
- Elisabeth von Sizilien († 1303), Königin von Ungarn
- Elisabeth von Sizilien († 1349), Herzogin von Bayern
- Elisabeth von Spiegelberg († 1308), Fürstäbtissin des Fraumünsterklosters in Zürich
- Elisabeth von Thüringen (1207–1231), Heilige des MittelaltersElisabeth von Thüringen (1207–1231)

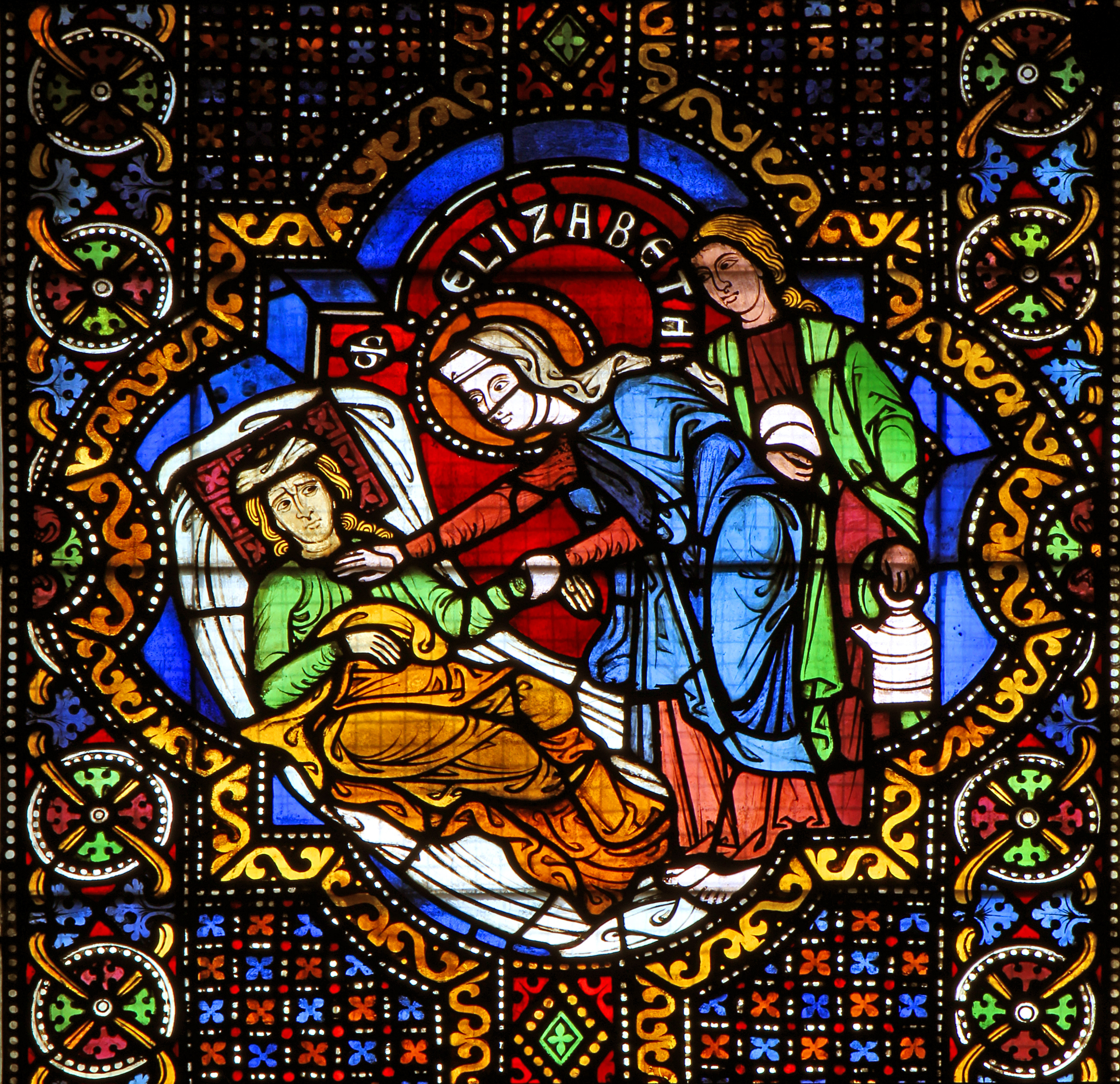
Elisabeth von Thüringen (1207–1231)

- Elisabeth von Ungarn (1236–1271), deutsche Prinzessin und Gemahlin von Heinrich von Wittelsbach
- Elisabeth von Ungarn (* 1255), Tochter des ungarischen Königs Stephan V.
- Elisabeth von Ungarn († 1336), Dominikanerin und Prinzessin von Ungarn
- Elisabeth von Valois (1545–1568), Tochter von Heinrich II. von Frankreich und Catharina de’ Medici, Gattin von König Philipp II. von Spanien
- Elisabeth von Vermandois († 1131), zentrale Person der westeuropäischen mittelalterlichen Genealogie
- Elisabeth von Virneburg († 1343), Herzogin und Frau von Herzog Heinrich des Sanftmütigen
- Elisabeth von Waldeck († 1462), Gräfin von Ziegenhain und Nidda
- Elisabeth von Waldeck († 1495), Äbtissin des Klosters Kaufungen
- Elisabeth von Weida († 1532), Äbtissin
- Elisabeth von Weilnau, durch Heirat Gräfin von Battenberg
- Elisabeth von Weissenburg († 1496), Fürstäbtissin des Fraumünsterklosters in Zürich
- Elisabeth von Wetzikon († 1298), Fürstäbtissin des Fraumünsterklosters
- Elisabeth von Württemberg, Gräfin von Werdenberg
- Elisabeth von Württemberg (1767–1790), erste Gemahlin des späteren Kaisers Franz II.Elisabeth von Württemberg (1767–1790)

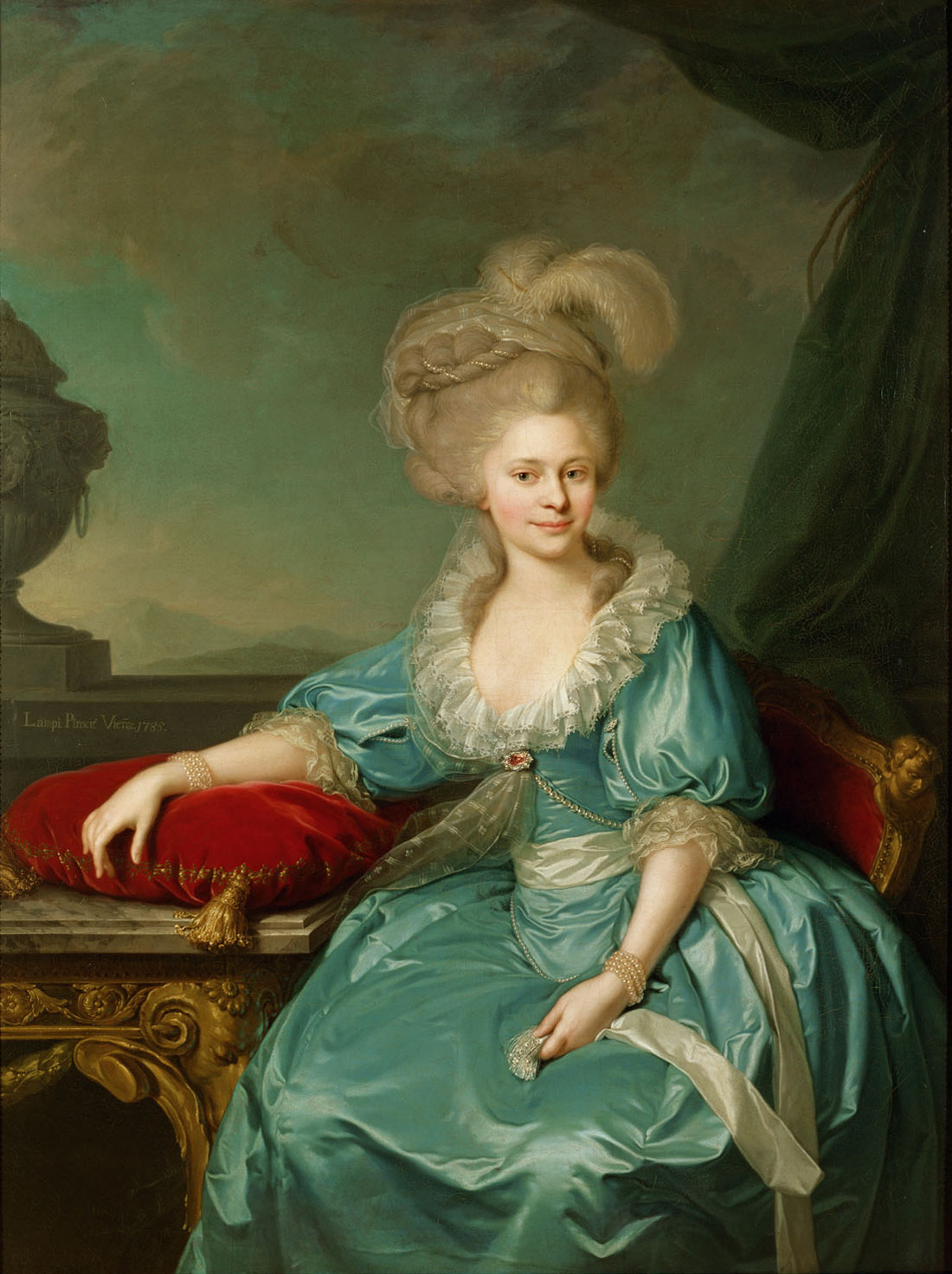
Elisabeth von Württemberg (1767–1790)

- Elisabeth von Ziegenhain († 1431), durch Heirat Gräfin von Hanau
- Elisabeth zu Dänemark (1935–2018), dänische Adelige, Tochter des dänischen Prinzen Knut zu Dänemark
- Elisabeth zu Mecklenburg (1869–1955), Herzogin zu Mecklenburg [-Schwerin]; Großherzogin von Oldenburg
- Elisaf, Moisis (1954–2023), griechischer Politiker, Bürgermeister von Ioannina
- Elisaia, Ali'ioaiga Feturi (* 1954), samoanischer Diplomat
- Elisara, Elzabad (* 2001), amerikanisch-samoanische Beachhandballspielerin
- Elischa, jüdischer Prophet
- Elischa ben Abuja, jüdischer Gelehrter, Tannait
- Elischer, Balthasar (1818–1895), Begründer der Sammlung Elischer
- Eliscu, Edward (1902–1998), US-amerikanischer Drehbuchautor und Songschreiber
- Elise, Christine (* 1965), US-amerikanische SchauspielerinChristine Elise (* 1965)

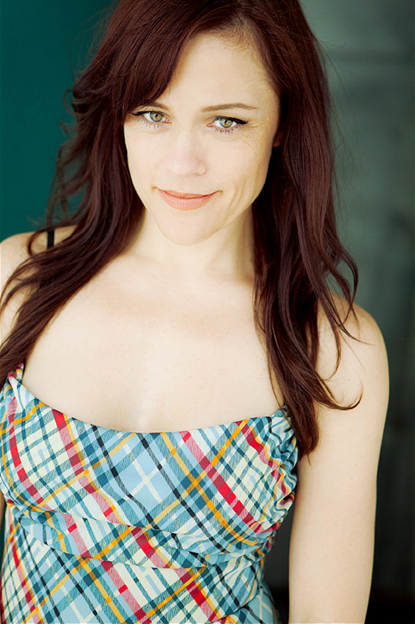
Christine Elise (* 1965)

- Elise, Kimberly (* 1967), US-amerikanische Schauspielerin
- Elisedd ap Gwylog, König von Powys (Wales)
- Elisenda de Montcada (1292–1364), Königin von Aragón
- Eliseu (* 1952), portugiesischer Fußballspieler
- Eliseu (* 1983), portugiesischer Fußballspieler
- Elisha, Adrienne (1958–2017), US-amerikanische Komponistin und Bratschistin
- Elisha, Ehran, israelischer Jazz- und Improvisationsmusiker (Schlagzeug, Perkussion, Komposition)
- Elisian, Ed (1926–1959), US-amerikanischer Rennfahrer
- Eliskases, Erich (1913–1997), österreichisch-argentinischer Schachspieler
- Elisofon, Eliot (1911–1973), US-amerikanischer Fotograf und Fotojournalist
- Elisor, Simon (* 1999), französisch-guadeloupischer Fußballspieler
- Elissa (* 1972), libanesische Sängerin
- Elissa, Holly (* 1979), kanadische Schauspielerin, Filmregisseurin, Filmproduzentin, Drehbuchautorin und Aktivistin
- Élissalde, Jean-Baptiste (* 1977), französischer Rugbyspieler
- Elisseeff, Serge (1889–1975), russischer Orientalist
- Elisson (* 1987), brasilianischer Fußballspieler
- Elissonde, Kenny (* 1991), französischer Straßenradrennfahrer

### Elit
- Elitez, Recep Berk (* 1992), türkischer Fußballspieler
- Elitz, Ernst (* 1941), deutscher Journalist und Intendant des DLR
- Elitzur, Avshalom Cyrus (* 1957), israelischer Physiker

### Eliv
- Elivar, Emre (* 1976), türkischer Pianist
- Elivélton (* 1993), brasilianischer Fußballspieler

### Elix
- Elixmann, Kim-Valerie (* 1989), deutsche Schönheitskönigin

### Eliy
- Eliya Abuna (1862–1955), Bischof der autokephalen ostsyrischen „Kirche des Ostens“ und der Chaldäisch-katholischen Kirche
- Eliya VI. († 1591), Patriarch der Assyrischen Kirche des Ostens
- Eliya VII. († 1617), Patriarch der Assyrischen Kirche des Ostens
- Eliya, Ilana (* 1955), israelische Sängerin kurdischer Abstammung
- Eliyahu, Amihai (* 1979), israelischer rechtsextremer Politiker, Minister für HeimaterbeAmihai Eliyahu (* 1979)

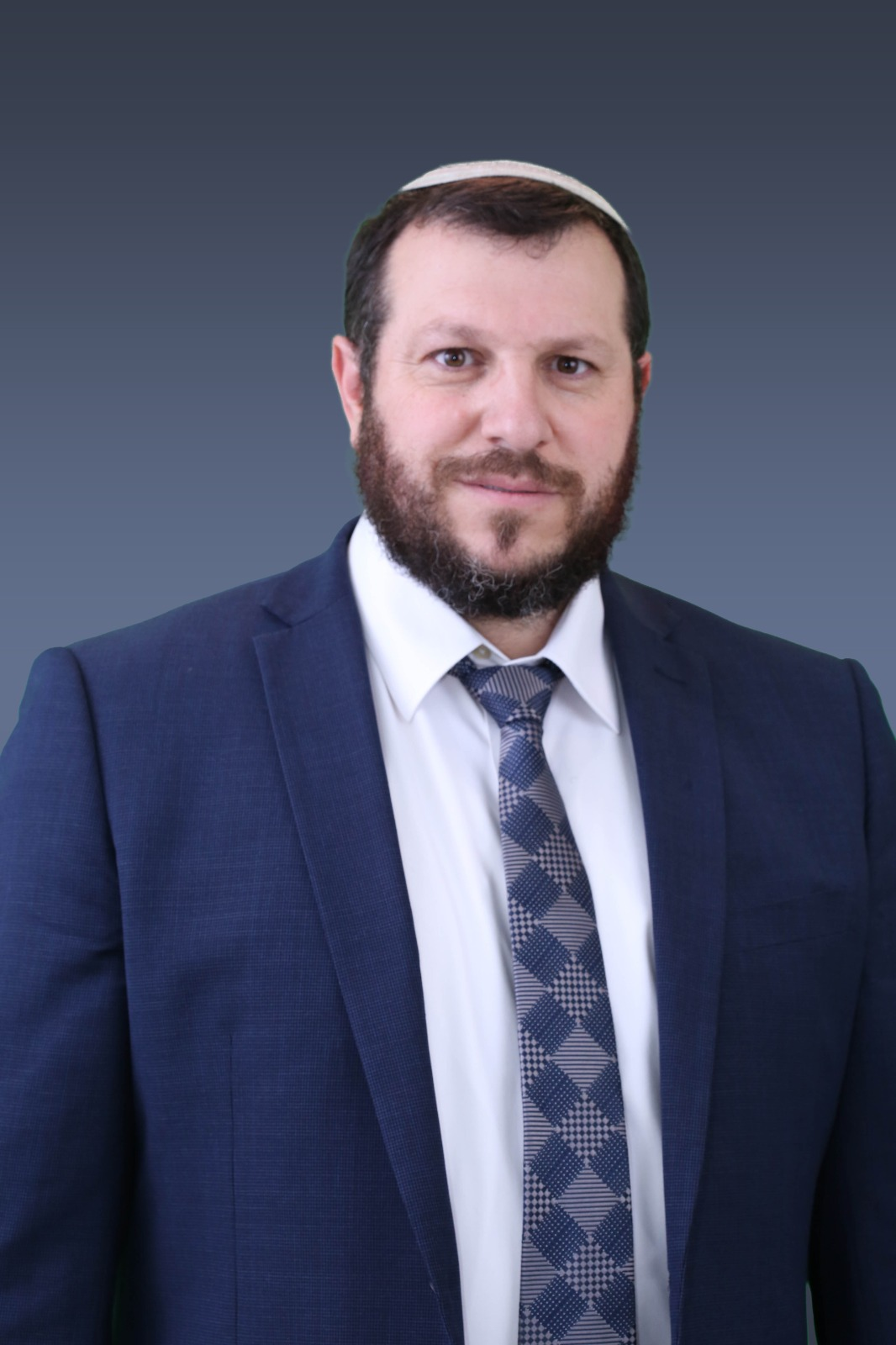
Amihai Eliyahu (* 1979)

- Eliyahu, Lior (* 1985), israelischer Basketballspieler

### Eliz
- Eliza Rose, britische DJ, Musikproduzentin und Sängerin
- Eliza, Francisco de (1759–1825), spanischer Seefahrer und Entdecker
- Elizabeth of Lancaster († 1425), englische Adlige
- Elizabeth of York (* 1444), Tochter Richard Plantagenets
- Elizabeth of York (1466–1503), englische Prinzessin und Königsgemahlin
- Elizabeth, Miss (1960–2003), US-amerikanische Darstellerin im Wrestling, wo sie vorwiegend als Managerin auftratMiss Elizabeth (1960–2003)

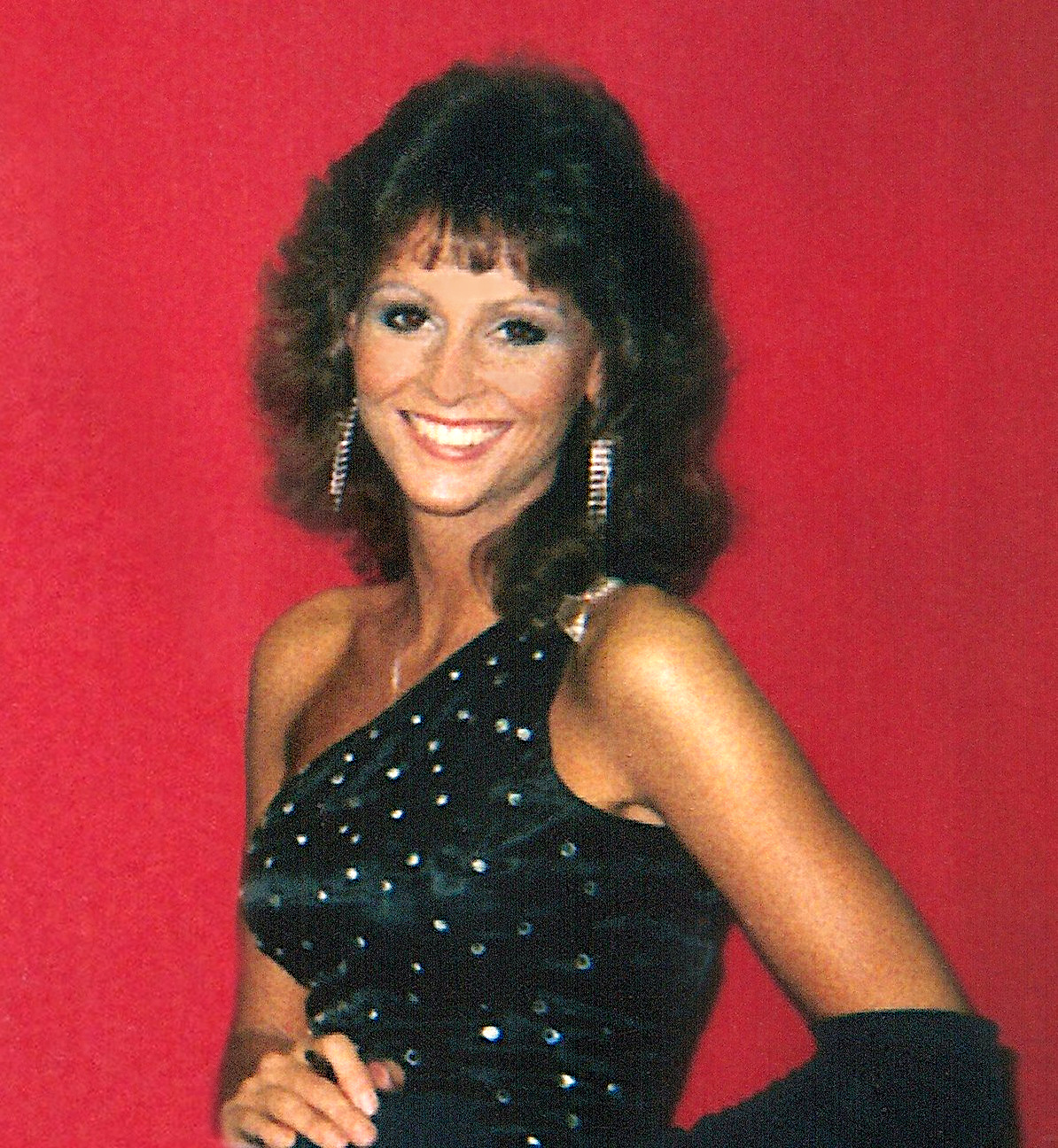
Miss Elizabeth (1960–2003)

- Elizafan, biblische Person, Sohn Usiels
- Elízaga, José Mariono (1786–1842), mexikanischer Komponist
- Elizalde Espinal, Juan Carlos (* 1960), spanischer Geistlicher, Bischof von Vitoria
- Elizalde, Francisco (* 1932), philippinischer Sportfunktionär
- Elizalde, Fred (1907–1979), philippinischer Jazz-Pianist, Komponist, Orchesterleiter und Rundfunkmanager
- Elizalde, Guadalupe (* 1957), mexikanische Verfasserin von Lyrik und Prosa, Essayistin und Journalistin
- Elizalde, Joaquín Miguel (1896–1965), philippinischer Politiker
- Elizalde, Martín de (* 1940), argentinischer Geistlicher, emeritierter Bischof von Nueve de Julio
- Elizalde, Mike (* 1960), US-amerikanisch-mexikanischer Spezialeffektkünstler mexikanischer Abstammung
- Elizalde, Pablo, argentinischer Straßenradrennfahrer
- Elizalde, Valentín (1979–2006), mexikanischer Narcocorrido-Sänger
- Elizarde, Reinier (* 1982), kubanischer Jazzmusiker (Kontrabass, E-Bass)
- Elize (* 1982), niederländische Sängerin
- Élizé, Raphaël (1891–1945), französischer Kommunalpolitiker, Bürgermeister und Résistancekämpfer
- Elizondo Almaguer, Eusebio L. (* 1954), mexikanischer Ordensgeistlicher, römisch-katholischer Weihbischof in Seattle
- Elizondo Cárdenas, Pedro Pablo (* 1949), mexikanischer Ordensgeistlicher und römisch-katholischer Bischof von Cancún-Chetumal
- Elizondo, Hector (* 1936), puerto-ricanischer SchauspielerHector Elizondo (* 1936)

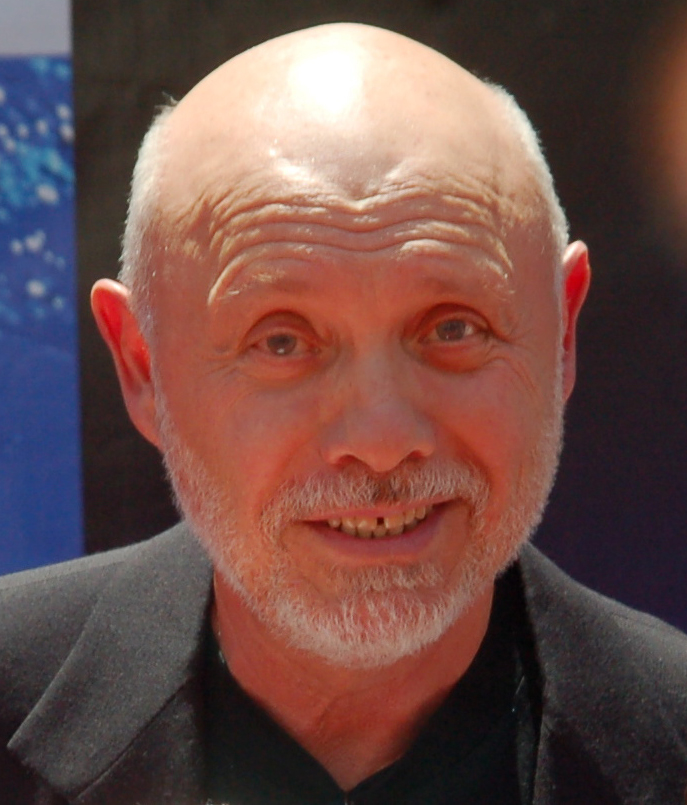
Hector Elizondo (* 1936)

- Elizondo, Horacio (* 1963), argentinischer Fußballschiedsrichter
- Elizondo, Javier (* 1982), argentinischer Fußballspieler
- Elizondo, Juan Manuel (* 1983), mexikanischer Tennisspieler
- Elizondo, Luis, US-amerikanischer Geheimdienstoffizier und Autor
- Elizondo, María Paula (* 1998), costa-ricanische Fußballspielerin
- Elizondo, Mike (* 1972), US-amerikanischer Musikproduzent und Musiker
- Elizondo, Salvador (1932–2006), mexikanischer Schriftsteller und Kritiker
- Elizur, Michael (1921–2003), israelischer Diplomat
- Elizza, Elise (1868–1926), österreichische Opernsängerin (Sopran) und Gesangspädagogin